# 2011年埃及革命
2011年埃及革命又稱埃及“1·25”革命（阿拉伯語：ثورة ٢٥ يناير; Thawrat khamsa wa-ʿišrūn yanāyir），是指从2011年1月25日开始的由埃及民众爆发所进行的一系列街头示威、游行、集会、罢工等抗议活动向政府表达不满。由于当日正值埃及法定警察假日，所以一个名为4月6日青年运动的组织选定该日作为示威活动开始的日子。抗议示威活动在开罗和亞歷山卓最为激烈，在埃及的其他城市也有明显的抗议示威活动。超过一百万人参与了此次抗议，他们要求埃及总统穆巴拉克下台。此次大规模示威成为了自1977年埃及发生“面包暴动”以来近30年内发生的规模最大的民主化的示威运动。
作为2010－2011年阿拉伯世界的反政府示威的一部分，此次大规模示威活动在突尼斯茉莉花革命的数周后开始，部分示威者还携带了突尼斯国旗以作为他们的影响力的标志。示威者围绕埃及警察粗暴执法，不满国家紧急安全法，公民缺乏自由选举权和言论自由权，政治严重腐败等政治问题以及失业率严重，低工资和高物价等经济问题展开抗议。示威活动组织者的主要要求包括：要求胡斯尼·穆巴拉克下台，军队结束戒严，终止紧急状态法，获得自由和正义的权利，组建一个负责任的民選政府，并由他们管理整个埃及的资源。
据报道截至1月29日，至少有105名示威者死亡，超过750名警察和1500名示威者受伤。埃及首都开罗在此次事件中被形容为“战区”，港口城市苏伊士一直有冲突和暴力事件发生。政府实行了宵禁，但实际上示威者并不遵守。同时，警察和军队也没有强行执行宵禁。忠于穆巴拉克的埃及中央安全警察在本次示威活动中已经逐步取代并很大程度上制约了埃及的军队。在警力资源匮乏的时候，出现团伙抢劫等现象，反对派人士称这些抢劫事件是由便衣警察制造的。民众因此自发组织了队伍以保卫他们自己的家园。
国际社会应对抗议活动的评价有好有坏，许多国家均呼吁希望抗议活动能够和平进行，并希望能进行一些改革。大部分西方国家的政府还对局势表示关切。与此同时，大多数政府已经发出了旅游警告，并且开始从埃及疏散本国公民。
穆巴拉克解散了政府并且任命该国情报主管奥马尔·苏莱曼为副总统，企图以此平息示威。穆巴拉克还任命前民航部长艾哈迈德·沙菲克为新政府总理，他将负责组建新政府。埃及反对各势力已共推巴拉迪代表他们出面与穆巴拉克政权谈判。面臨各方越来越大的压力，穆巴拉克宣布他和他的儿子将不会参与将于九月举行的重新选举。
2月11日，副总统奥马尔苏莱曼透过国家电视台宣布，穆巴拉克已经辞去总统职务并将权力移交给埃及武装部队最高委员会。
3月19日，埃及举行埃及宪法修正案全民公决，内容包括总统选举改革、是否同意今年底或明年初举行大选等九项议题。由于国际原子能机构前总干事巴拉迪等批评者认为，此次公决时间仓促，难以组成政党以致会让穆斯林兄弟会和前执政的民族民主党将从中获利，因此他遭到大多数同意尽快举行大选的投票民众的激烈阻止。
2011年11月28日至2012年1月11日，埃及人民议会选举分三个阶段进行，结果代表穆斯林兄弟會的自由与正义党获得498席中的235席，成为议会的第一大党。
2012年6月2日，穆巴拉克和前内政部长阿德利因镇压示威者、滥用职权和贪污腐败等罪名被开罗刑事法庭判处终身监禁。6月17日，代表穆斯林兄弟會的自由与正义党主席穆罕默德·穆尔西在2012年总统选举中击败代表世俗派的前总理艾哈迈德·沙菲克，成为埃及史上首位民主选举产生的总统。

## 发生背景
自从1981年萨达特总统遇刺后，胡斯尼·穆巴拉克上台，实行半总统制，他也是埃及历史上执政时间最长的总统。穆巴拉克和他的国家民主党（National Democratic Party）一直保持着一党专政制度，并且将国家一直处于紧急状态。通过对伊斯兰激进分子的打击和与以色列和平相处，穆巴拉克政府获得了西方国家的支持和来自美国的持续的巨额援助。胡斯尼·穆巴拉克由于其独裁统治而经常被媒体和其他批评声音比做埃及的法老。

### 国家紧急安全法

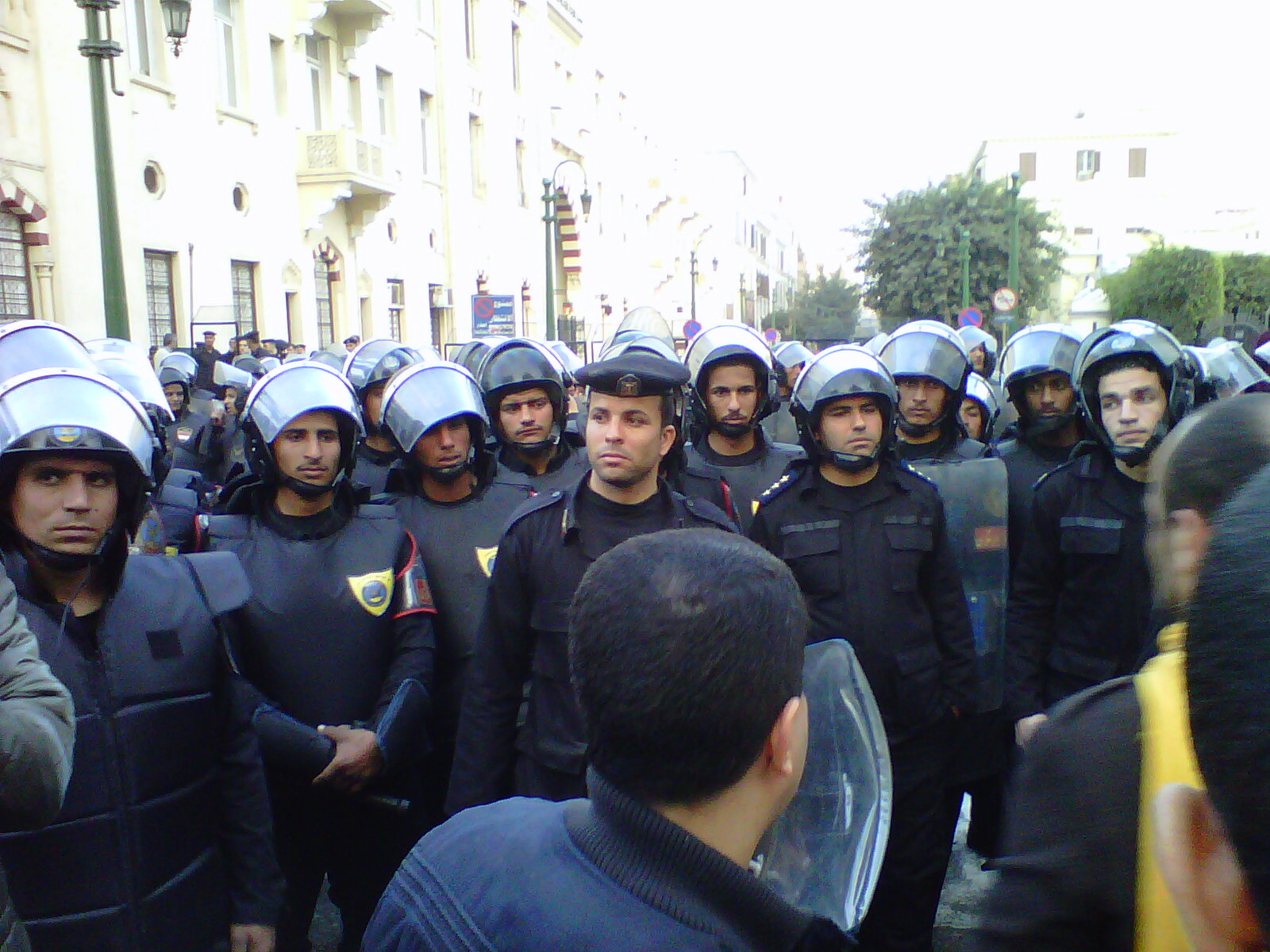
警察與示威者對峙

国家紧急状态安全法（1958年第162号法律）是在1967年“六日战争”后颁布的。自1967年以来，除了1980年代早期有过18个月的中断以外，国家一直处于紧急状态法管理之下（这是世界上最长的一次戒严）。在1981年10月16日前总统萨达特遇刺后，一直执行至今。根据这个法律，警察的权力被扩大，公民的宪法权利被暂时终止，警察的审查被合法化，同时政府可以无理由对个人实施无限期监禁。这个法律严格限定了非政府组织和未经批准的政治组织的活动（包括街头示威等活动）并且对那些未准注册的组织实行禁止财产捐献的政策。因此导致大约1.7万人被扣押，估计监狱里的政治犯更高达3万人。穆巴拉克政府以恐怖主义威胁为理由，延长紧急状态法的实施时间。政府不断地声称如果政府开放国会选举权，那么比如穆斯林兄弟会（Muslim Brotherhood）这样的反政府组织就会获得政治上的权力。因此政府没收了这个组织的财产，并扣留了它的首脑。许多类似的政府行为之所以能够发生就是因为有这部安全法律作为依据。埃及民主派人士则认为该法律违反了民主的原则，其中包括公民要求获得合法审判的权利以及投票决定哪个候选人或政党去管理这个国家的权利。这部法律导致对那些政治人物和激进青年分子不需要审判就可以随意关押，非法秘密的关押设施也相当存在，政府可以根据人们的政治倾向而拒绝一些人进入大学、清真寺和报社。据人权组织估计，在2010年有5,000到10,000人被长期拘留但没有受到起诉或审判。

### 警察粗暴执法

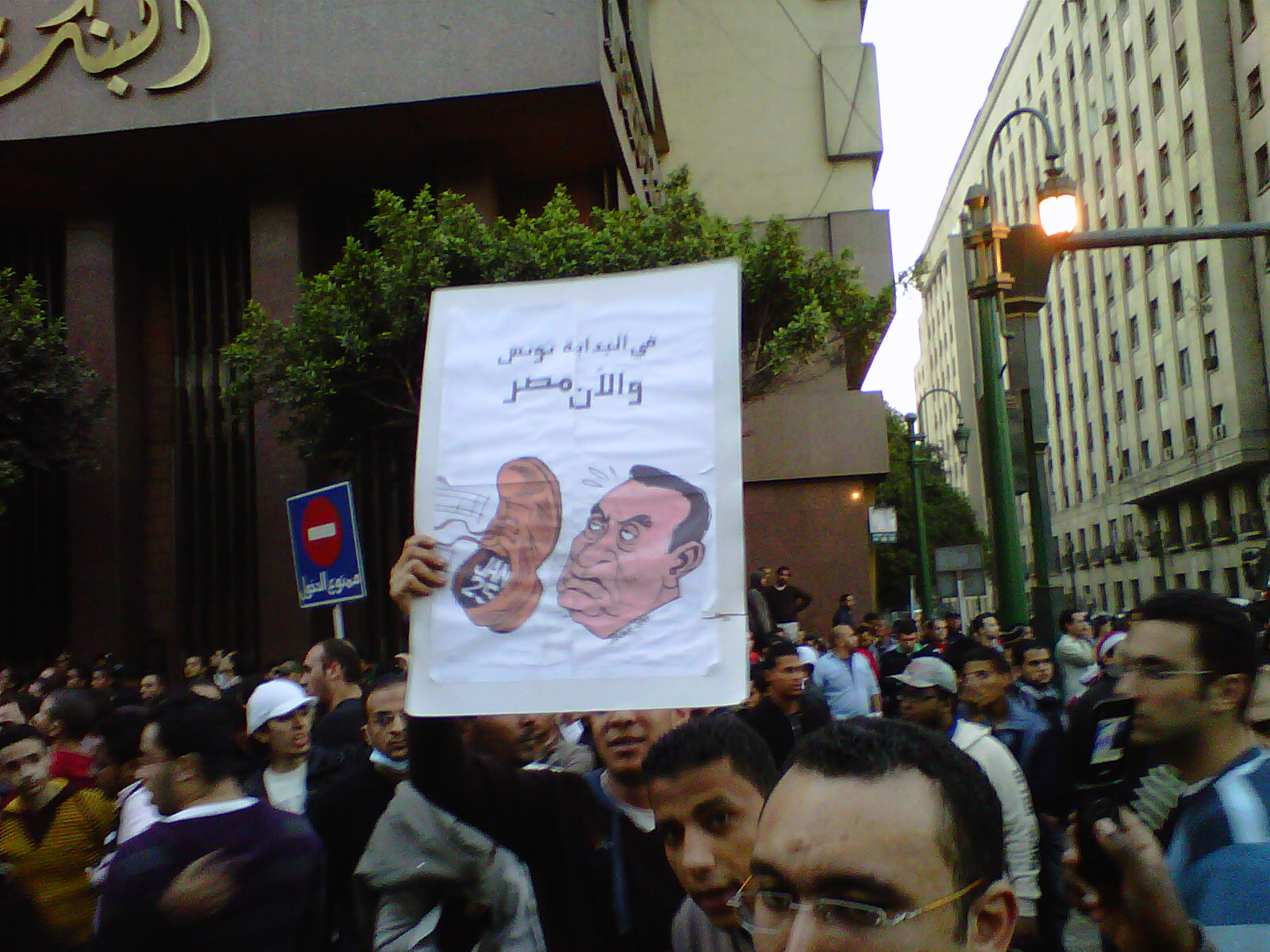
示威的標誌：鞋

根據美国大使馆的报告，2009年起埃及的警察暴力事件中常見濫用酷刑，穆巴拉克政府對此亦消極處理。埃及人权组织记录了从1993年到2007年之间由警察制造的567件酷刑事件，共造成了167人死亡。
在2010年6月6日，一位名叫哈立德·穆罕默德·賽義德的生意人在位于亚历山大被调查，期间以不明原因死去；但多名目击者证实，賽義德是被警察殴打致死的。萨伊德的家人说，可能是因为他手上有警方人员收缴毒品之后分赃的證據；萨伊德遭便衣警察逮捕時，坚持要他们出具逮捕证、不能随便抓人。许多关注着Facebook上一个名叫“We are all Khaled Said（页面存档备份，存于）”的页面的人们成功地引起了全国对这件事情的关注。前国际原子能机构干事穆罕默德·巴拉迪在亚历山大发起了一场示威活动来反对警察的滥用职权行为，并对賽義德的家属表示慰问。

### 穆巴拉克長期執政
穆巴拉克自1981年沙達特遭刺殺身亡後繼任总统，他领导的政府執政三十年，連同執政黨領導六十年來已受到许多媒体和非政府组织的批评；他在处理巴以冲突時，維持與以色列的和平协议，並改善與遜尼派阿拉伯國家的關係，每年埃及接受美国超过13亿美元的年度援助，已经使他处于与西方盟友的状态；他的政府对于打击極端伊斯兰武装分子也是出了名的。因此，最初对于他的抗议是很少的，当这些事情一起发生的时候，就导致了许多社会组织对他抗议活动的爆发。

### 反對派
埃及的反对派主要分为两大派，一是以伊斯兰原教旨主义为原则的穆斯林兄弟会，其首脑已被政府扣押；另一派则是追求民主的世俗自由派，以国际原子能机构前任总干事巴拉迪为代表。

### 政治腐败
穆巴拉克政府的腐败率上升的很快，这归因于他为了延长总统的任期而增加的政府权力已经超过了公民生存的需要。在纳齐夫总理的政府执政期间，国家民主党和政府内的商人们权利的增长和埃及人民议会引起了巨大的民愤。例如，前国家民主党的秘书长Ahmed Ezz垄断了埃及的钢铁工业并占据了市场份额的60%，其资产估计达180亿埃及镑；前住房部长Ahmed al-Maghraby的资产估计为110亿埃镑；前旅游部长Zuhair Garrana资产为130亿埃镑；前贸易与工业部长Rashid Mohamed Rashid资产为120亿埃镑；前内政部长Habib al-Adly资产为80亿埃镑；传记作家Aladdin Elaasar估计，穆巴拉克家族的总资产多达500到700亿美元。
2010年，透明国际（Transparency International）的清廉指数报告（Corruption Perceptions Index）显示，从一些埃及商人和地区的数据分析中得出埃及的评分为3.1（10是最清廉的），在178个国家中排行第98位。

### 经济状况
在前总统贾迈勒·阿卜杜-纳赛尔执政期间，埃及實行社會主義計劃经济，經濟政策受政府高度控制，但是到萨达特和穆巴拉克执政时期轉向市場經濟，經濟相当开放。2004－2008年间开罗积极推行经济改革以吸引外国投资并促进GDP增长，但是因为全球金融危机而推迟了进一步的经济改革。2009年，国际经济的衰退将埃及的GDP增长降低至4.5%。2010年，分析师评估认为纳齐夫政府需要重启经济改革以吸引外国投资、推動增長并改善更多人的经济状况。尽管在经济增长幅度超过了前几年的水平，但是埃及的平均生活条件仍然很差。
据报道2010年大约40%（埃及总人口不到8000万）的埃及人生活在每天收入只有两美元的水平，其中有一大部分人要依赖食物补助而生存。据彼得森国际经济研究所的数据，埃及的基本问题在于由于人口膨胀而导致的失业。

### 外交关系
包括美国在内的西方政府认为穆巴拉克政府在巴以和谈中是一个重要的阿拉伯盟友。在1967年与1973年与以色列爆发战争后，埃及于1979年签署了和平条约，这在阿拉伯世界引发争论。埃及在1978年签署了大衛营协议，并且在一年后签署了和平条约。以色列和埃及每年都会收到来自美国的数十亿美元的援助。除了经济和发展援助之外，埃及每年还会收到美国约13亿美元的军事援助。许多埃及民众，特别是埃及的青年人，认为穆巴拉克服务于西方的利益而不是本国人民的利益。

### 2010年选举
2010年12月举行了一次国会选举，之后发生了镇压媒体，逮捕候选人（尤其是那些来自穆斯林兄弟会的人）的后续事件，最终是执政党取得了选举胜利，它被人们认为是充满欺诈的一次选举。

### 亚历山大教堂爆炸事件
早在2011年元旦这天，发生在亚历山大教堂的爆炸案中死了23名科普特基督徒，这被怀疑是加沙的基地组织伊斯蘭軍（Army of Islam）幹的。事件发生后，许多基督徒走上大街示威游行，许多穆斯林也随后加入了示威。他们与警察发生冲突后，一些亚历山大和开罗的示威者开始大喊口号谴责穆巴拉克的统治。

## 事件經過（穆巴拉克下台前）

### 1月25日 – 憤怒日

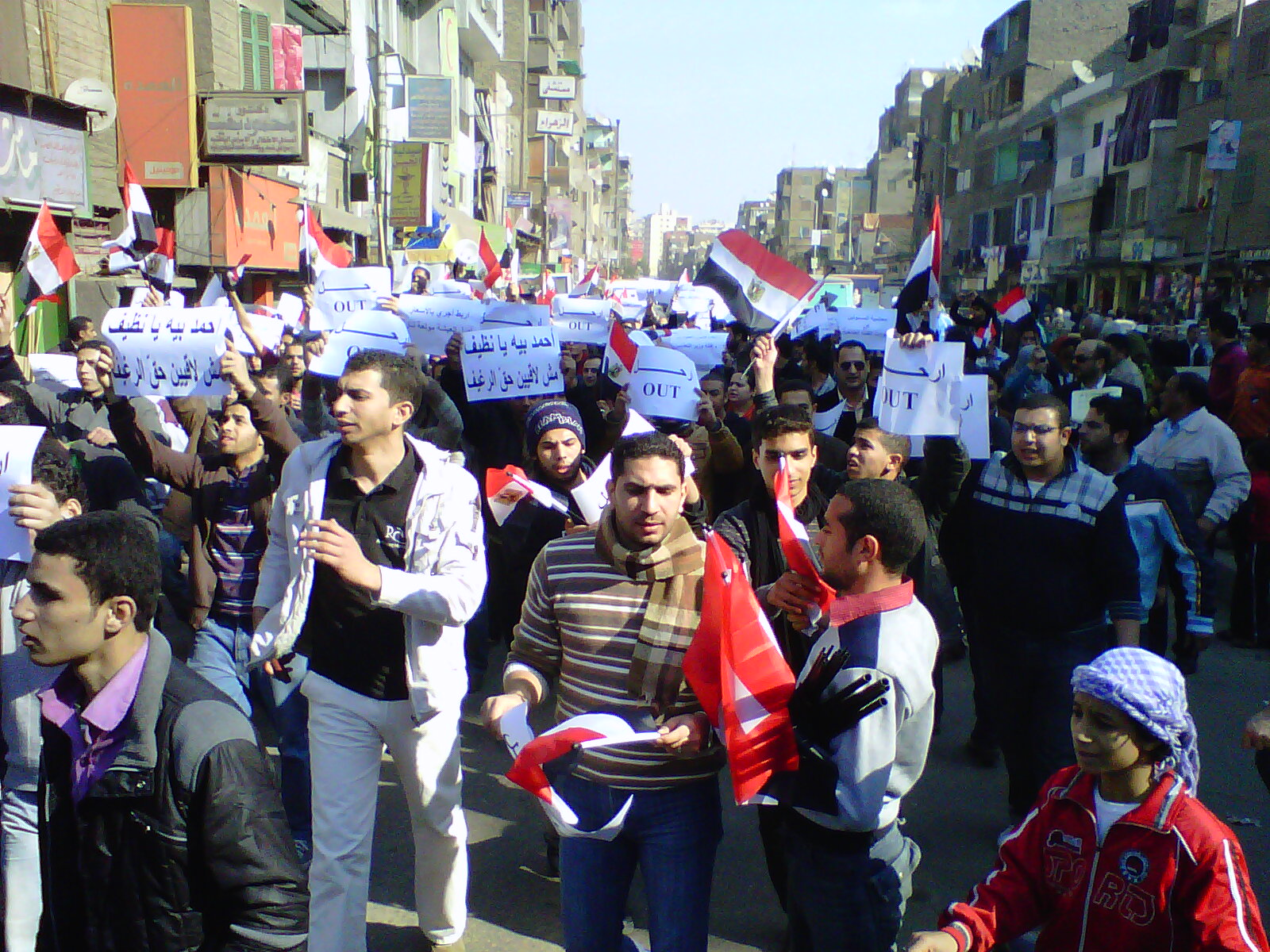
在開羅的示威者遊行到主要示威地點塔利爾廣場

在2011年1月25日，即“憤怒之日”（阿拉伯語： yawm al-ġaḍab, 埃及阿拉伯語：[ˈjoːm elˈɣɑdɑb]），也可稱為“起義之日”，抗議活動在橫跨開羅、亞歷山卓、蘇伊士和伊斯梅利亞等埃及各大都市展開。這天同時被4月6日青年運動、國民革新會、我們都是賽伊德組織、凱法雅運動與1月25日活動的這些組織相中，且配合埃及的國際警察日選定。成千上萬的抗議者聚集在開羅，其中有45,000人分別在塔利爾廣場（解放廣場）、約20,000人分布在亞歷山卓各區、200人在南方的阿斯旺、2,000人位於東部的伊斯梅莉亞、約3,000人在大邁哈萊。前国际原子能机构总干事、改革派领袖巴拉迪聲称将参与反政府示威，要求埃及总统穆巴拉克下台。当日，埃及政府暂停了埃及互联网服务和短信服务，意图阻止示威者使用Facebook、twitter等工具传递信息。

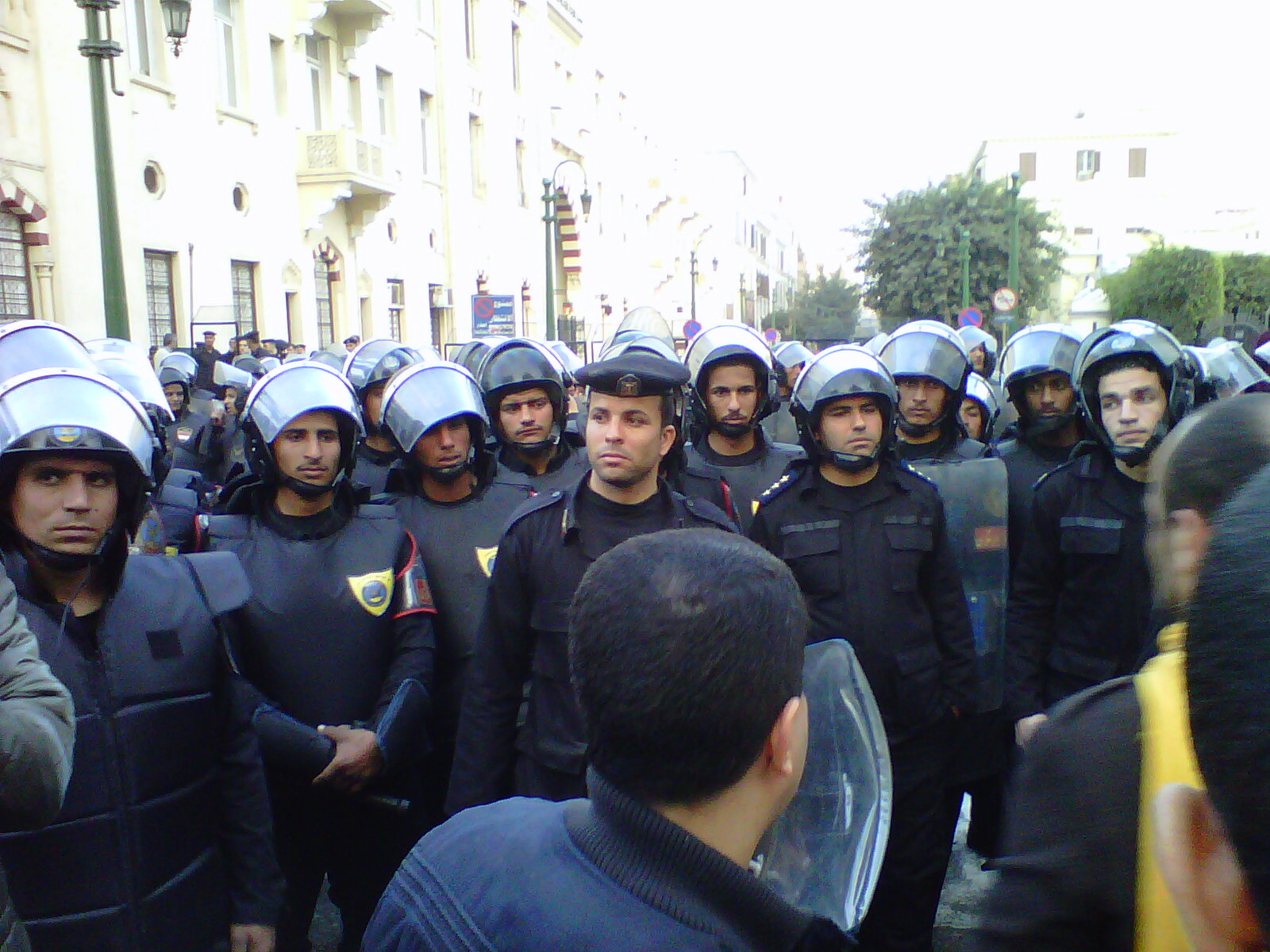
大約2萬至3萬名的中央安全部隊的準軍事防暴警察佈署在開羅。

開羅的示威者於上午聚集在開羅市中心的高等法院前。由於這次示威的規模是大於預期，而能夠因此突破安全警戒線並前往塔利爾廣場。警方使用催淚瓦斯及強力水柱嘗試驅離示威民眾，民眾則是反過來向警方丟擲石塊，最終迫使警方撤退。抗議活動也爆發了流血衝突，據報導一名警察因此在開羅喪生，另外在蘇伊斯有兩名示威者被打死。不過據其他報導，許多警察也被限制使用暴力。

### 1月26日
1月26日時雖然沒有確切數據，但數千示威者持續進行抗爭。越來越多的民眾及軍方開始使用暴力，在開羅有一位示威者及一位警察死亡。在蘇伊士則更加激烈，而許多示威者發射實彈後，示威者和警察都被波及。除此之外，示威者們在蘇伊士試圖在政府建築物縱火，對象也包括警察局。

### 1月27日
由於計畫中大型抗爭活動將於隔天（星期五）舉行的原因，1月27的抗爭並沒有非常強烈。穆斯林兄弟會宣布完全支持這項抗議活動，兄弟會成員打算參與在週五的部分示威活動。
前国际原子能机构总干事、改革派的領導者穆罕默德·埃爾巴拉迪為了參加隔天的示威活動，在當天回國抵達開羅國際機場。
當天稍晚時，一名貝都因人後裔的抗議者在北西奈地區的Sheikh Zoweid鎮被警察槍殺，令死亡人數增至七人。在蘇伊士，起義活動和暴力不斷的此起彼落，包括警察單位的更多建築物被放火燒毀。蘇伊士和西奈地區的人民自行武裝而導致示威者暴力反抗。
數千民眾在大小不等的抗爭中被逮捕。至少120人在艾斯尤特被逮捕，這些人大多數都是穆斯林兄弟會的成員，另外有大約600人在開羅被逮捕，這些人中包含了抗議政府限制國內和中東事務報導權的8位埃及記者。

### 1月28日 - 週五憤怒日

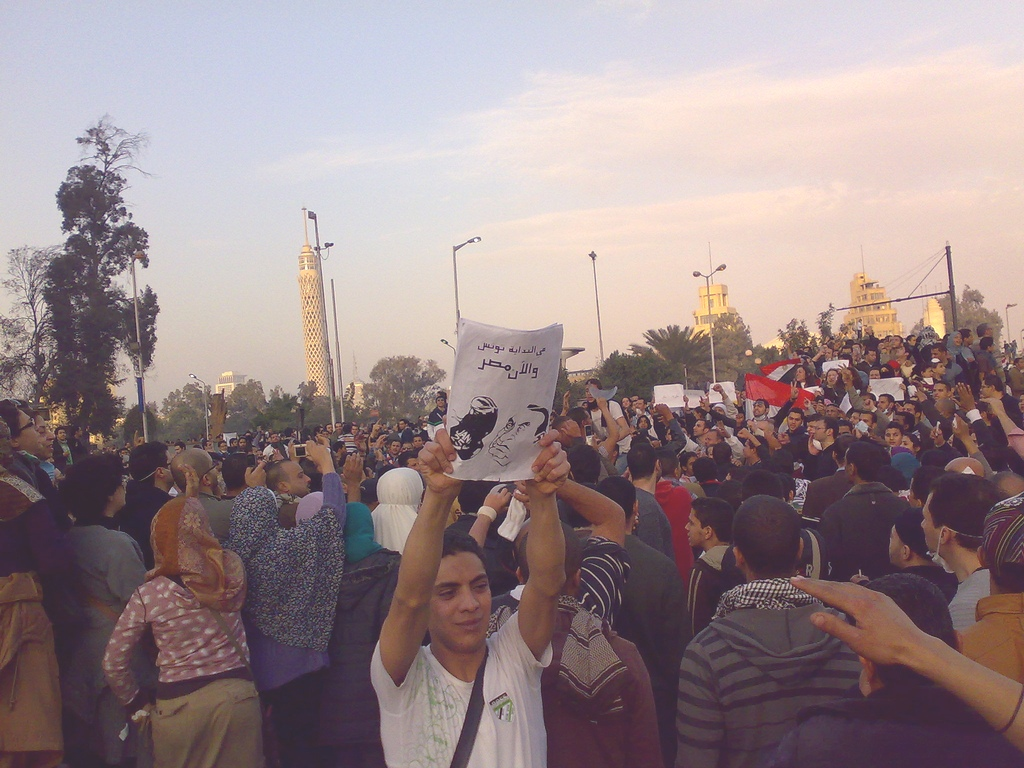
開羅的遊行示威。該示威者高舉的扔鞋圖示是開放的，由Carlos Latuff提供。

在1月28日，數以千計的民眾聚集在埃及的街道上，這天稱之為“週五憤怒日”（阿拉伯語： ǧumʿat al-ġaḍab 埃及阿拉伯語：[ˈgomʕet elˈɣɑdɑb]），或是“憤怒之日”。在不到凌晨1:00的時候，由於大規模反政府抗議活動的預計活動時間將提早進行，埃及政府就關閉網際網路服務，不過有些民眾還是可以透過Google和Twitter提供的文字轉語音的電話通訊服務繼續對外聯繫。行動電話的文字訊息及通話服務也都被封鎖。根據Vodafone的資料顯示，在埃及特定區域的所有行動電話的營運商都停止提供服務。而根據埃及法律，政府當局是有權發出這樣的訊息，所有營運商都必須要遵守。

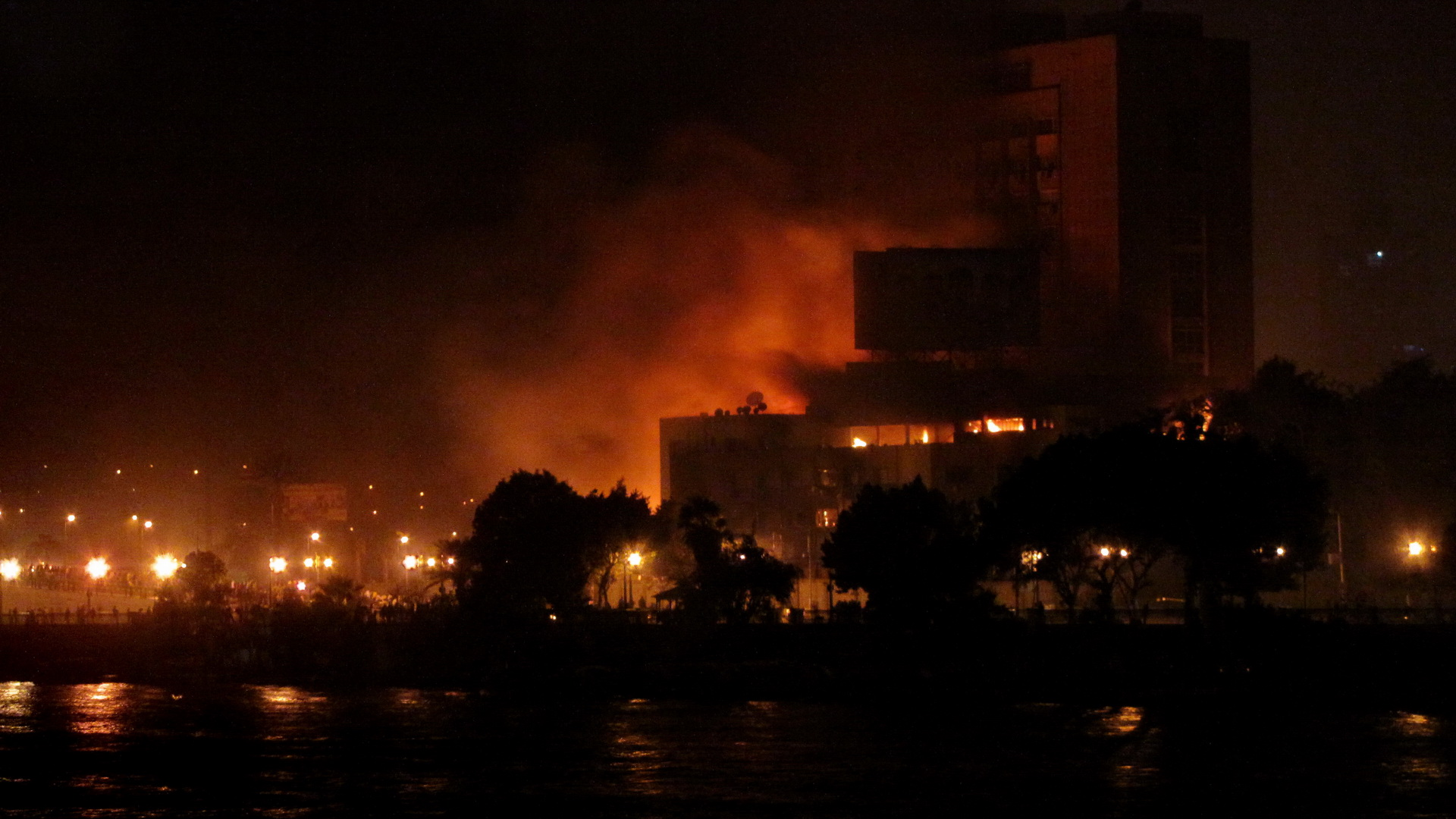
埃及開羅的民族民主黨中央黨部在「週五憤怒日」被縱火

在禮拜五的禱告活動結束後，數萬的埃及人民開始進行抗議活動，並在數小時內人數急速升到數十萬。準總統候選人穆罕默德艾巴拉迪專程從吉薩回國領導抗議活動，據說他在吉薩以反政府集會的名義被逮捕軟禁，不過艾巴拉迪跟半島電視台說，他並不知道自己被軟禁。
在這一天，警方被授權可對反政府示威民眾使用催淚瓦斯、橡皮子彈和高壓水柱。在蘇伊士中，數以千計的民眾闖進並控制住一所警局，並且釋放出被該警局逮捕的所有示威者，然後對附近比較小的警察哨所縱火。在塞德港的數萬抗議者將多個政府建築物縱火。而在蘇伊士，至少有一名示威者被警察射殺。政府宣布從18:00到隔日7:00實施宵禁，但是示威者不予理會。在當日晚間，在開羅的示威民眾放火燒民族民主黨的總部大樓。當示威民眾為了晚間祈禱暫停活動，警察還是持續施放催淚瓦斯。
埃及政府在開羅、亞歷山大和蘇伊士協助警方佈署軍隊。半島電視台報導，在蘇伊士的軍隊想要避免公開武裝鎮壓示威者。相同的報導在亞歷山德里亞也出現。
示威者聚集在吉薩的L-Istiqama清真寺前面。叛軍和防暴警察進去攻擊該地區，包括該清真寺。
埃及武裝部隊為首的代表團的參謀長埃南（Lt. Gen. Sami Hafez Enan），由於抗議活動的原因中斷在華盛頓特區的訪問行程。該行程是美國助理國防部長負責國際安全事務的亞歷山大弗甚博舉辦的年度國與國軍事協調會議。而跟參謀長聯席會議董事長馬倫的會議已計劃延到2月2日。不過，有鑑於事件在埃及，代表團還是離開華盛頓回國。在出發前的週五晚上，弗甚博等20多位代表主要呼籲美國資助的埃及軍隊“實行克制”。

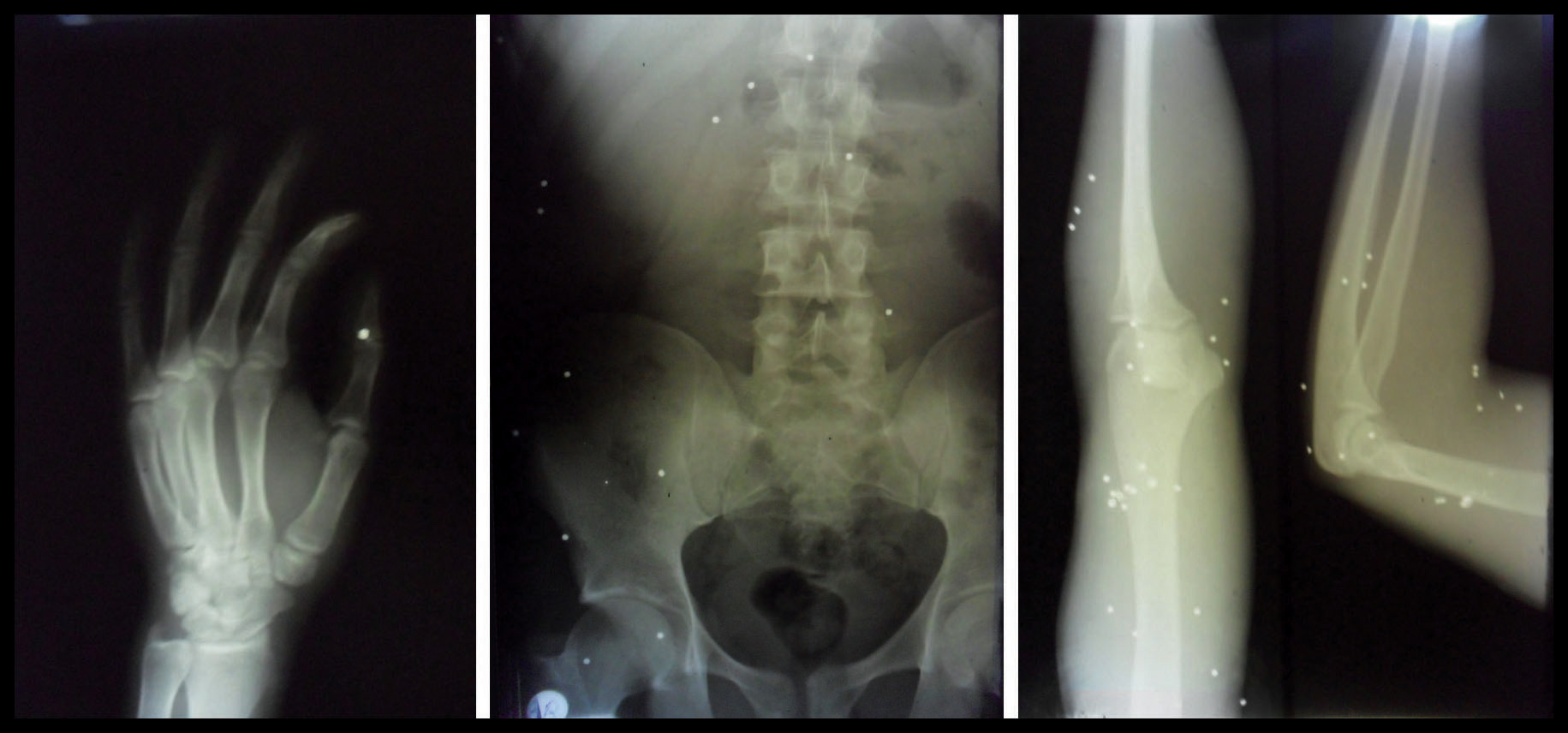
受傷的示威者的X光片

半島電視台報導中，指出美聯社的報導中，有一支精銳反恐部隊已在開羅周圍的戰略要點部署，埃及內政部警告此“決定性措施”。民族民主黨的秘書長謝里夫發布了新聞稿，聲稱“我們希望明天星期五的祈禱儀式，能夠藉由安靜的方式，及堅持文化價值進行儀式，不危害公民的安全或是將他們歸類到他們不想要的議題。而由於半島電視台連日來大篇幅報道示威活動，埃及政府下令吊銷其廣播牌照，停播所有節目，並會撤銷電視台記者的證件。
另外有報導指出，掠奪政府的建築物的行為中，有人擔心在開羅的抗議活動，收藏各式著名文物的埃及博物館的安全方面會有疑慮。對此埃及國家電視台在傍晚發布，指出已經指派突擊軍去保護博物館。而位於失火中的中央黨部附近的示威群眾也加入保護埃及博物館的行動。有數十位掠奪者設法在夜間從屋頂進去破壞少數文物，據初步報告說，他們扯下兩具木乃伊的頭，但隨後的報導稱，埃及的考古學家搞錯了不同的頭骨，真正的那兩尊木乃伊是完好無損。
艾巴拉迪的拘留行動促使美國重新檢討對埃及的15億美元援助計劃，他後來被釋放。這一天的挑釁行動在整個開羅、亞歷山卓、貝尼蘇韋夫、曼蘇拉及米努夫省隨處可見突尼西亞的國旗及反穆巴拉克的塗鴉圖示。在此同時，穆斯林兄弟會指出有20名反對派成員被拘留過夜，包括主要發言人Essam El-Erian和領導人Mohammed Moursi。
暨被稱為黑色星期六的1952年開羅大火災，在這一整天開羅隨處都有發生縱火和搶劫的混亂事件。

### 1月29日

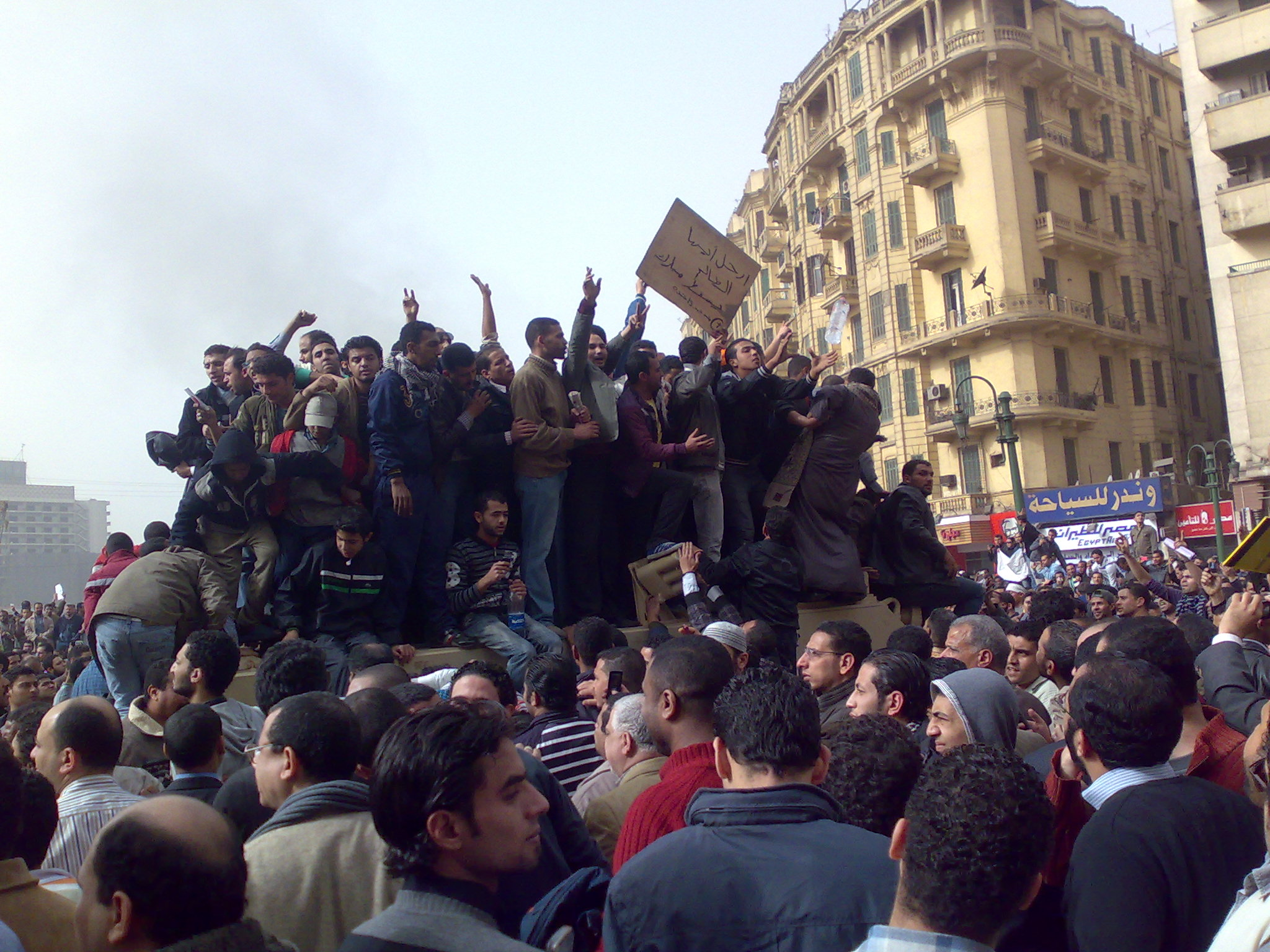
位於開羅的塔利爾廣場的示威民眾站在軍用車上，牌上的文字寫著：滾開，暴君，打倒穆巴拉克！

跟前幾天比起來，由於搶劫事件比較少一些，在1月28日到29日的晚間期間開羅秩序相對比較寧靜些。
多種抗議活動仍然在各處進行中，許多示威群眾高喊著“打倒穆巴拉克”。也有人喊著“人民與軍隊是一體的”，不過雖然軍隊在這場事件中是處於關鍵角色，但是位置還是模糊不清。在當地時間下午2:00，大約有50,000人聚集在塔利爾廣場，10,000人聚集在謝赫村省，其他的抗議活動遍佈整個埃及。在下午4:00到6:00時，軍方在開羅、亞利桑卓及蘇伊斯相繼發布了宵禁。
而根據半島電視英語台指出，警方在下午六時實施的宵禁“幾乎沒有任何效果”，示威者還是繼續前往塔利爾廣場。抗議者還聚集到內政部旁，當他們試圖衝進大樓時警方將三位群眾打死。示威者在接受記者描述時由於他們覺得穆巴拉克即將下台，雖然沒有具體證據指出在何時會發生，不過比起之前他們更自信的認為能夠提早完成目標，甚至開始提早慶祝。一名目擊者提供訊息給半島電視台，道說人們不分男女老幼都在場抗議。而儘管實行宵禁，人們在街上卻是沒有人會試圖阻止他們。另外也報導出開羅的有些街頭並沒有警察，而發生一些搶劫事件。

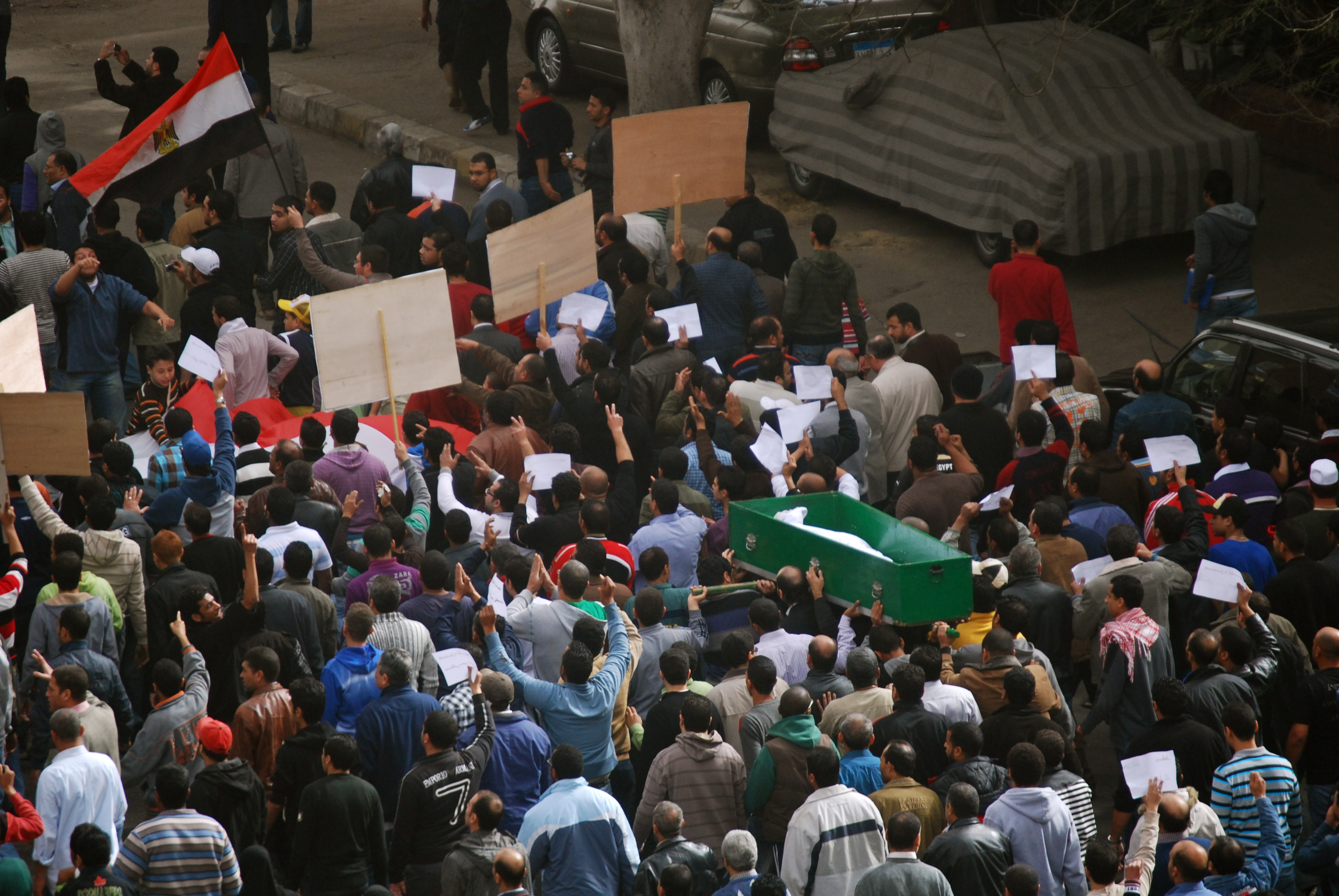
位於開羅的示威民眾

在開羅南部的貝尼蘇韋夫，由於抗議群眾要企圖襲擊當地的兩所警局，有17位民眾被警察開槍射殺。另外有8位以上的人在抗議活動中死亡。位於開羅的Abu Zaabal監獄，其中8人在企圖越獄的行為中死亡。根據路透社的統計，這些事件帶來的總死亡人數提升到至少100人，但並無法準確證實這些數字。而位於開羅的Wadi Natrun監獄被一群憤怒的暴徒襲擊而發生暴動，並導致幾個伊斯蘭恐怖分子和其他人成功逃獄。在埃及大城市裡的監獄人滿為患，而且也有不少人對外投訴表示警察對示威者的暴行。
Al-Ahram Center for Political and Strategic Studies的分析師Emad Gad指出，他從一個可信來源得悉“高層有下令釋放某些監獄的罪犯，將他們和武裝示威者混在一起”，数百名囚犯于当天在开罗逃走，当中包括两名与反贪污活跃分子Khaled Said的死亡有关而被监禁的警察。
蘇伊士傳出有坦克出現在街上。有一所警局裡面存放著從示威群眾中繳獲的武器，然後內部有消息告訴官員脫身，接著就遭到縱火焚燒。起初是中央警衛部隊維持秩序，後來陸軍也加入要平息城市巷戰。另外在拉法的西奈鎮上有一個私刑暴徒殺害了三名警察。
許多觀光地區的行程也中斷，像是吉薩金字塔的行程也暫時中止。不過該沙姆沙伊赫的度假村鎮是一直平靜的。在開羅國際機場則是一片混亂，數千名滯留的外國人正疏散回國。

### 1月30日

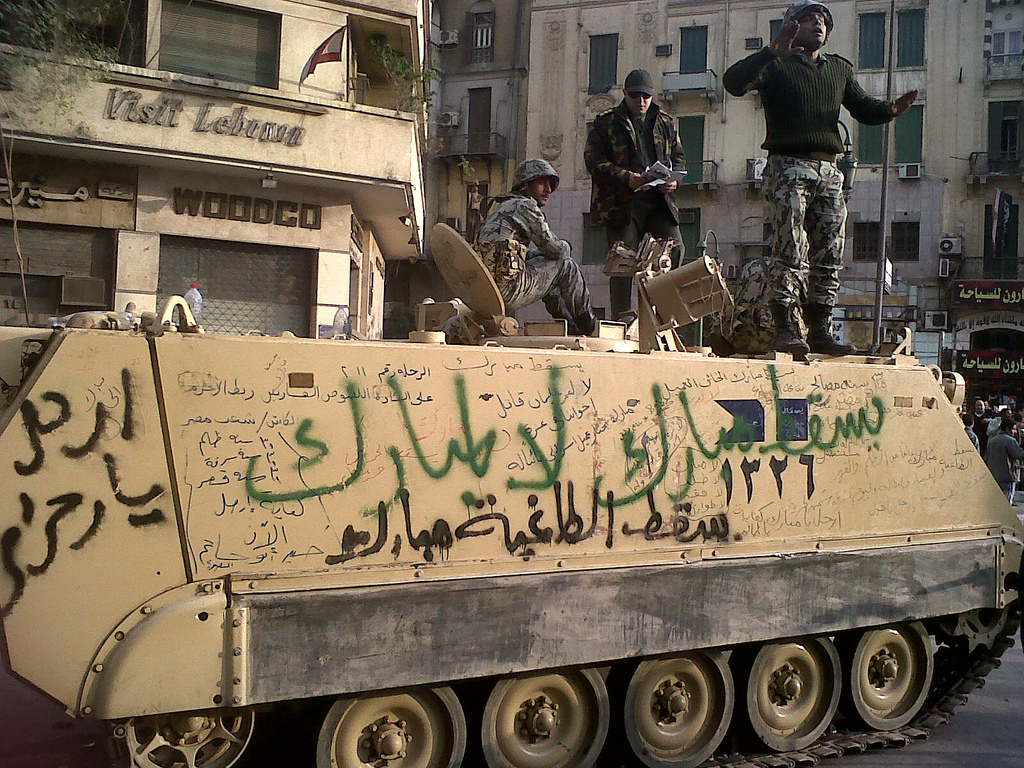
一台裝甲運兵車被抗議者塗鴉污損，比較大的字寫著“打倒穆巴拉克”、“反對穆巴拉克”、“獨裁者穆巴拉克下台”和“滾開，叛賊！”

整個晚上成千上萬的示威者繼續違抗宵禁，軍隊和裝甲車輛在晚上也陸續部署在開羅各地比較關鍵的地方，如火車站、主要政府建築物和銀行。由於軍隊沒有足夠的能力去社區巡邏，居民各自成立了武裝民團，配戴槍枝、棍棒和刀子去驅趕趁火打劫的人。此外，大量軍隊（縱使沒有警察）也在蘇伊士出現，該地區在晚間也是相當混亂，不過日出之後就相對比較平靜。在開羅，許多居民也組成民團，在沒有警察的地方保護他們的家庭和企業。軍方也在整個城市設置了重重關卡。而有另外包含2位孩童的30具屍體運往位於開羅中心的 El Damardash 醫院。

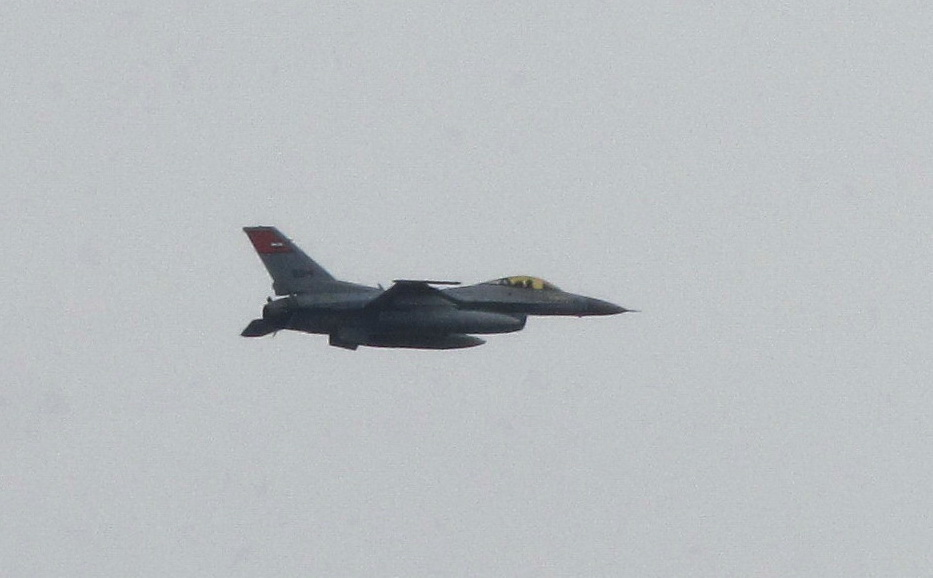
埃及空軍的其中一架F-16戰鬥機在1月30日飛越開羅展示軍力

在當地時間早上6:00，塔利爾廣場相當的平靜，只有幾百名民眾在現場。而在稍晚的早上，有3,000至5,000名示威人士已經抵達該地點，而且其中有幾百位法官是第一次參加反抗行動。這些法官也呼籲需制定新憲法和臨時政府。
政府隨後下令允許士兵使用真槍實彈，但軍方以“保護人民”的理由拒絕該命令。
據阿拉伯語的半島電視台指出，陸軍參謀長告訴他們不會向示威者開火。直升機用來監測抗議活動，有時候則是戰鬥機多次低空飛越塔利爾廣場。兩架埃及空軍的F-16戰鬥機在第一階段飛越結束後，人群並沒有消退，反而是歡呼雀躍並揮手致意。而且示威者還自願在塔利爾廣場撿拾垃圾以“保衛國家的乾淨”。也有人群也在現場提供食物和水。

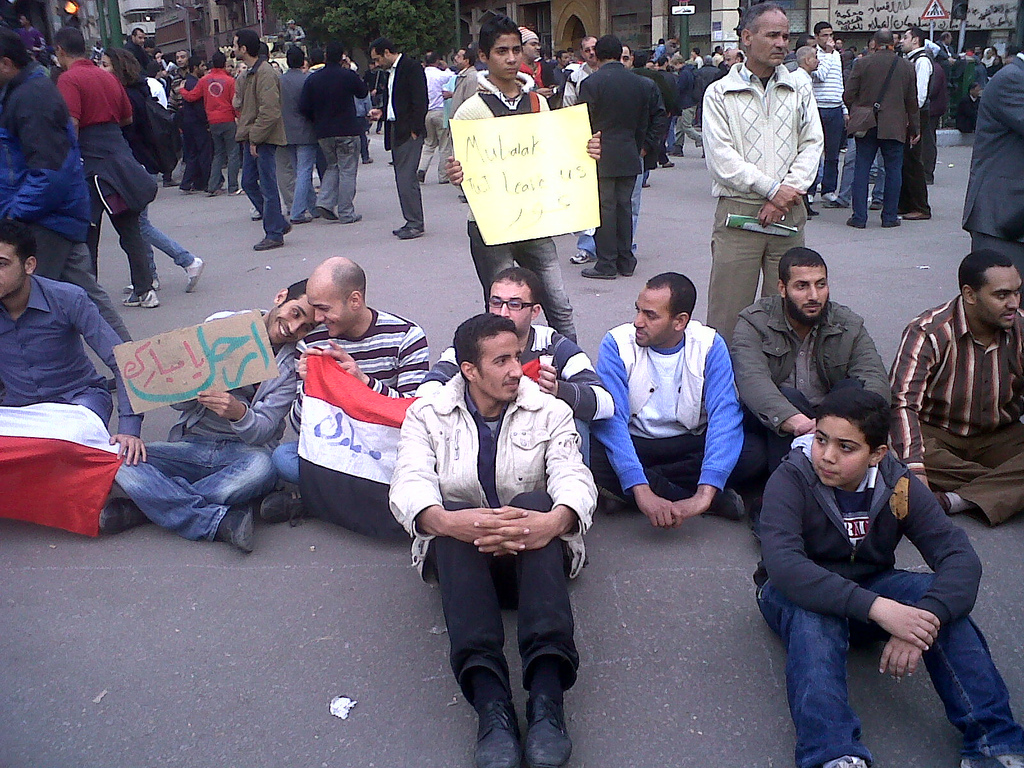
位於塔利爾廣場的示威民眾。後方的牌寫著“穆巴拉克走開”

埃及的國防部長暨埃及武裝部隊的總司令穆罕默德·海珊·坦塔維也被發現跟示威者們在開羅市中心的塔利爾廣場共同參與。而在18:30的時候穆罕默德艾巴拉迪也已抵達塔利爾廣場，並告訴眾人說“我們已經開始不回頭了”。他也說：“你是這場革命的主人。你就是未來。我們的主要需求是讓舊制度離開和開創一個新的埃及，人民活在道德、自由和尊嚴之下。”反對派領導人說，只會與軍隊會談，並不會讓穆巴拉克出席。穆巴拉克在當時暫停舉行與他的軍事指揮官的會晤。
為了要創立臨時政府，穆斯林兄弟會、4月6日青年運動、我們都是薩伊德、全國改革協會、1月25日運動和凱法雅（抗議活動的主要組織者），這些團體都表態支持艾巴拉迪擔任談判角色。而根據半島電視台報導，34名穆斯林兄弟會的成員因為收押人員放棄他們的職位而獲得釋放。
穆巴拉克總統要求航空部長和前空軍參謀長艾哈邁德·沙菲克籌組新政府。沙菲克是一位忠誠的黨員，由於他政治上可靠的性質，經常被提及為穆巴拉克的潛在繼任者。
埃及中央銀行宣佈所有銀行和股市在1月30日持續封關。除了在塔利爾廣場上，各地的警方在晚上10:30左右陸續回到街上。當地時間的10:55，設在開羅的半島電視台辦公室被勒令關閉。而在同一時間，對所有記者吊銷當地執照。
1月30日晚間，穆巴拉克的沙姆沙伊赫度假別墅被一支小型武裝部隊及忠誠的警察防衛著。該地區並沒有任何人死亡，只有零星的小騷擾。雖然當地機場是經常使用於軍隊行動上，不過從機場圍牆還是可以看見一群軍用飛機在機場內。這也是其中一個為埃及的私人空中旅遊的樞紐，但大多數輕型飛機已在今天早些時候飛離機場。

### 1月31日

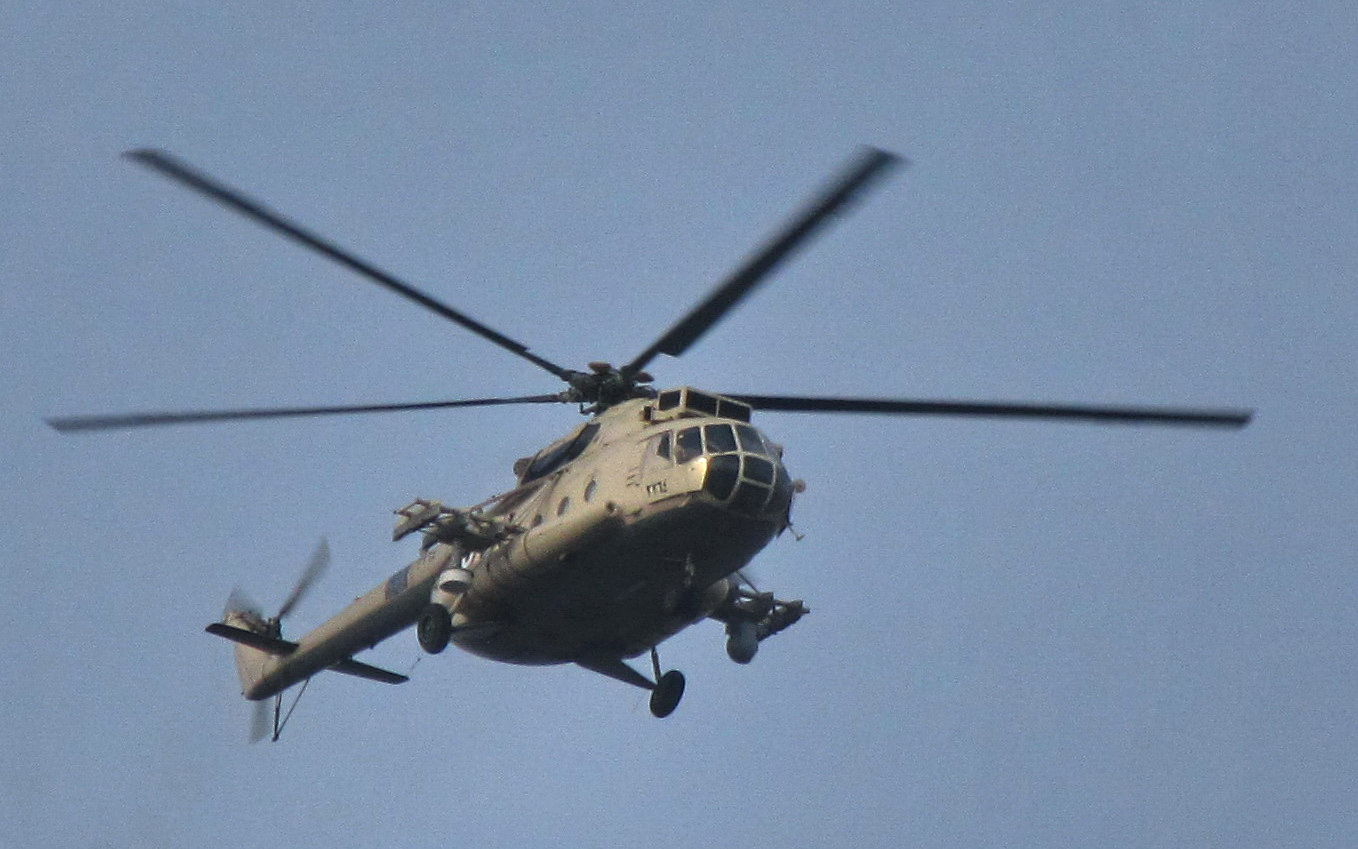
一架埃及空軍 Mi-17 盤旋在塔利爾廣場

1月30日至1月31日夜間的開羅由於較少的搶劫事件是相對比較安靜的。在第四天的宵禁還是沒有產生效果。安全官宣布了將在下午3:00開始宵禁，並威脅要對忽視的人開槍，但直到安全和軍隊人員離開塔利爾廣場之前幾乎沒有採取任何行動。
幾十萬人持續在埃及各地抗議，其中包括25萬名示威者位於開羅。一名抗議者在阿布辛貝被槍殺，多餘的軍隊也轉移去保衛蘇伊士運河。在抗議活動開始的時候大概至少有1000名是親穆派的人士，其中大部分來自鄰里守望組。艾巴拉迪也在當天再次與數以千計的示威者在塔利爾廣場出席。他告訴群眾，“我們現在不走回頭路”，這句話也呼應出前幾天的反政府抗議活動。該傘狀組織全國改革協會，它包含包括穆斯林兄弟會和親民主團體的幾個反對派運動團體，選擇艾巴拉迪去商討穆巴拉克。
自從開羅的警察壓制力消失，軍隊接替起重點部位，軍隊和目前組織（政府、經濟界）的立場就變得至關重要。然而，埃及高級將領坦塔維回到軍隊之後，表態軍隊了解“偉大的埃及人民”合法權利，將不使用暴力對付示威者，並希望能夠民主式的過渡。軍隊發表一篇聲明稿，指出：
武裝部隊將不會訴諸武力以對付我們偉大的人民。你的軍隊知道你的要求的合法性，並熱衷於承擔自己的責任，以保護國家與公民，申明保證透過和平手段保障每一個人的言論自由。
另外有報導指出全國各地的幾處主要監獄被攻擊，以及各地的法律和秩序急劇惡化。像是掠奪者燒毀了阿卡迪亞購物中心等犯罪的暴力行為持續在開羅爆發出來。埃及航空公司取消了所有國內外的航班；從倫敦到開羅的埃及航空公司入境航班，因為疑似炸彈威脅而轉降到雅典。
工廠暫停營運的事件也在包括開羅等許多城市出現。日本的日產公司暫時中止埃及工廠的運作以確保反政府抗議期間的員工安全，不過韓國現代的工廠還是繼續開工。
國際知名的考古學家札希·哈瓦斯，在1月31日的內閣改組中被穆巴拉克任命為新設立的內閣部長職位。哈瓦斯在他的個人部落格的一份聲明中說，“破碎的物體可以復原，我們將於本周開始進行恢復行動。”在紐約時報的採訪中，他拒絕了與伊拉克和阿富汗比較，並指出文物皆能获得安全保障。國際社會黨的秘書長路易斯阿亞拉表示由於以下原因，國家民主黨已被驅逐：
使用暴力，讓人民死亡和受傷，在世界任何地方、任何社會的民主黨派是完全不符合其政策和原則。因此，我們認為在這種情況下該黨领导的政府不聽，不動，也並不立即啟動在此過程中有意義的動作，因此無法成為國際的社會黨派成員。我們從今天開始，終止國家民主黨在國際社會黨的成員，但我們仍然決心與所有在埃及的民主派努力實現一個開放，民主，包容和世俗的國家。

### 2月1日 – 百萬人大遊行
反對派領導人將此次示威活動稱之“百萬人大遊行”（阿拉伯文： masīrat milyōn，字面上是“一百萬人大遊行”），路線是從開羅的塔利爾廣場到赫利奧波利斯的總統府。埃及安全部隊強化穆巴拉克的總統府周圍的鐵絲網，以確保示威者無法抵達那裡。據埃及政府媒體報導，成千上萬的示威人數都位於開羅。英國廣播公司報導，在塔利爾廣場範圍的示威者人數大概“至少10萬至25萬-已達廣場的最大容量”。埃及安全部隊指出，大約有50多萬人參加了在開羅舉行的抗議活動。而根據半島電視台，大約有100多萬示威者在下午聚集在開羅市中心，而在稍晚將人數提高到200萬。

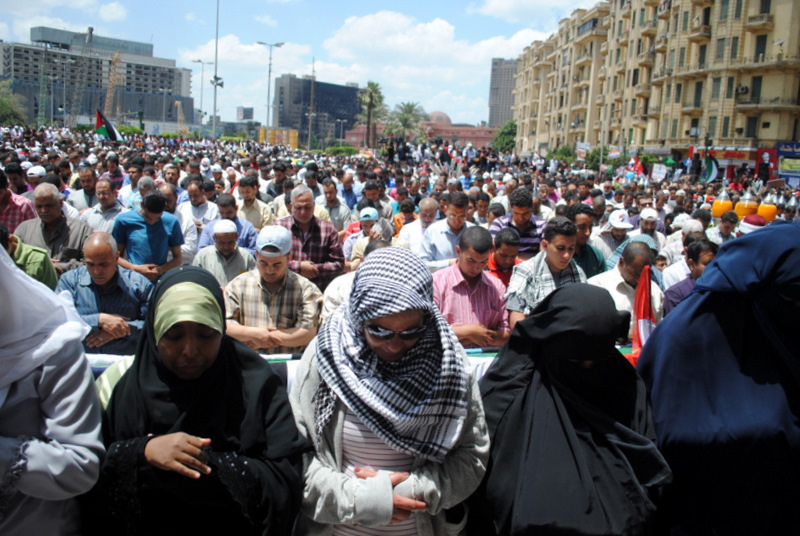
示威民眾在塔利爾廣場祈禱

類似的抗議活動也在埃及各地發生，幾十萬人在亞歷山卓、在西奈半島約有25萬名，蘇伊士也有史無前例的人數。與此同時，在Facebook的“百萬人大遊行”活動的支持數也達到一百萬。
聯合國人權行政官納維皮萊宣布一則新聞稿稱，在這次的暴力事件中有300多人死亡，以及高達3000人受傷，不過強調這些報告仍然沒有得到證實。同時由於銀行關閉，使得人們很難獲得現金來購買食物，所以有些少數開店的商家就哄抬物價。土耳其總理埃爾多安敦促穆巴拉克要盡快滿足人民“渴望的改變”。

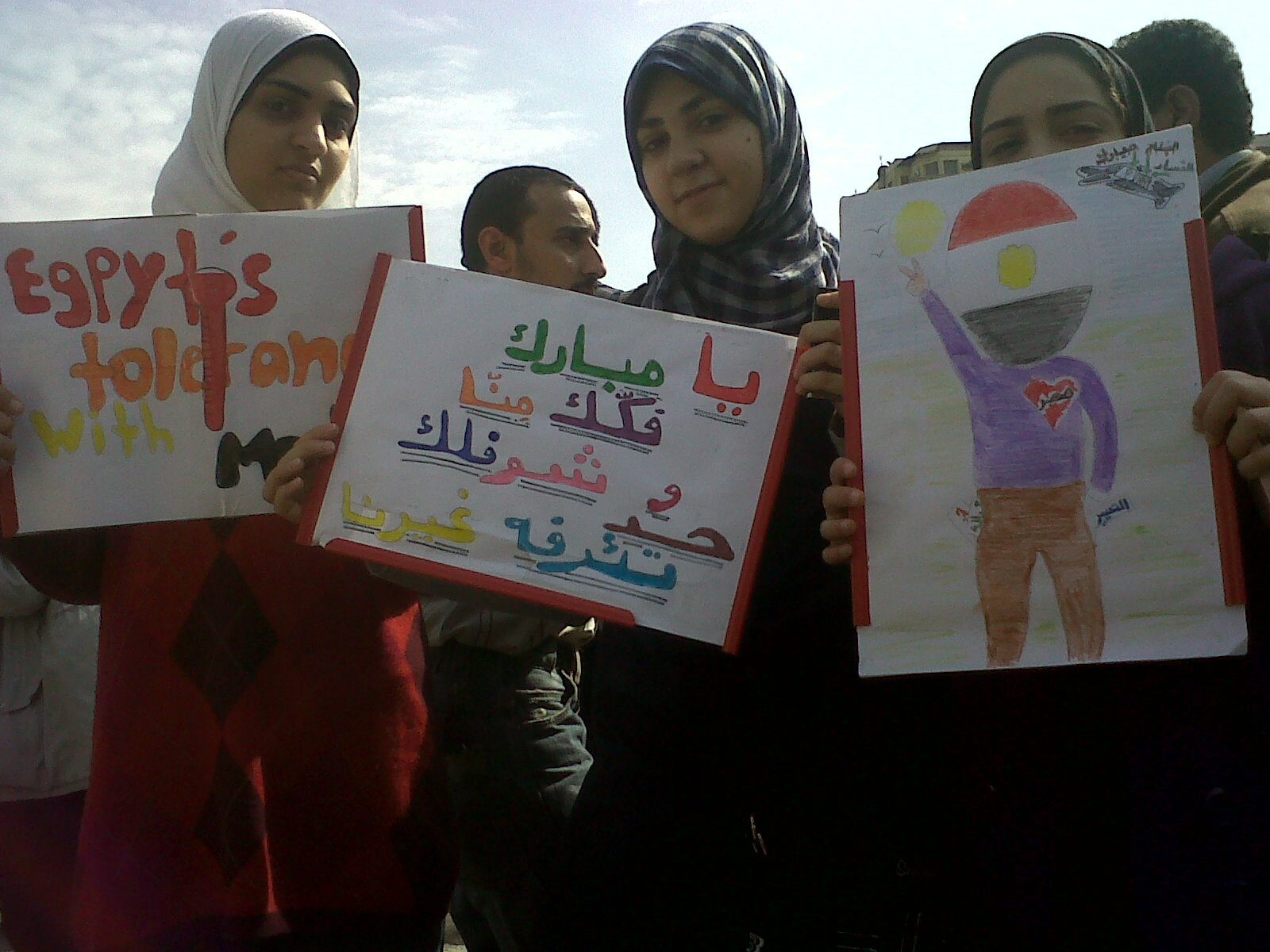
位於開羅的年輕抗議民眾。中間的牌子上寫著：“穆巴拉克離開我們，去找其他人讓他們討厭我們。”

在埃及當地時間下午11:00總統穆巴拉克宣布，他不打算競選下一屆总统選舉。穆巴拉克並且聲明他將繼續留任到2011年9月，以確保和平過渡到下一次選舉，並承諾作出政治改革。他也說，他將要求埃及當局“取締”和“調查是誰造成的安全混亂”。穆巴拉克說，和平抗議活動轉變為“不幸的衝突，動員和控制的政治勢力想惡化局勢”。他呼籲埃及議會修改條款限制總統的權限，並改變競選總統的規則。他也接受了國會議員對他提出的法律控告，這意味著將透過法律替換大量的議會成員。
在過去，穆巴拉克說他將繼續為埃及服務，直到最後一口氣。在2011年2月1日的談話他說：“這一個可愛的國家……我住在這裡，我為它爭取和捍衛其領土、主權和利益。我將死於這塊土地上。歷史將會對我評判，就跟其他人一樣”人群繼續在塔利爾廣場抗議，要求總統下台。有報導指出，穆巴拉克宣布這段是由于來自歐巴馬總統的特使弗蘭克克威斯納告訴穆巴拉克，美國看到他的總統任期已經結束，並勸他準備有秩序地過渡到真正的民主。

### 2月2日 – 駱駝之戰

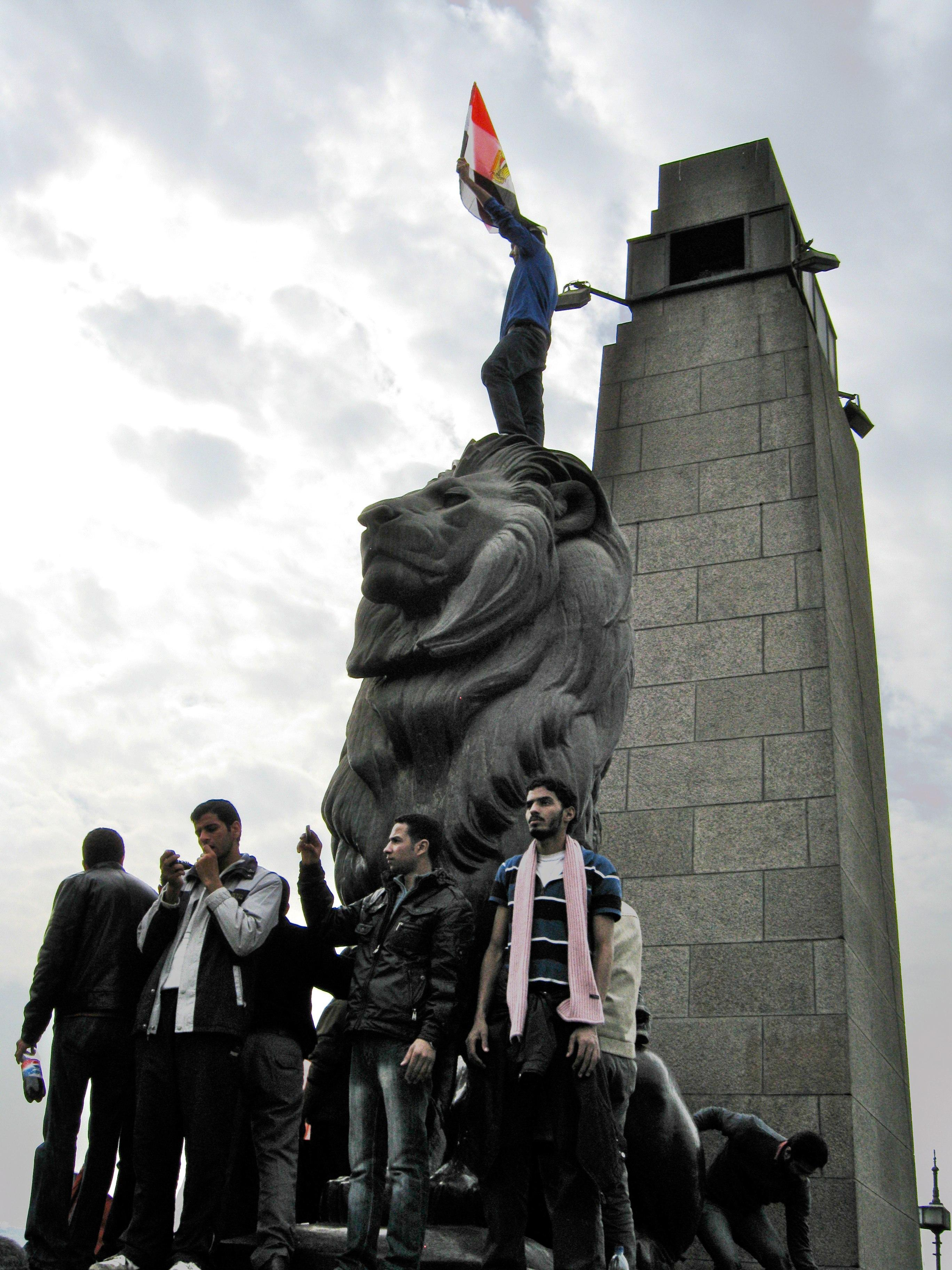
在開羅塔利爾廣場旁的示威民眾

在2月1日到2日的夜晚，穆巴拉克的支持者和反穆巴拉克的抗議群眾在亞歷山大發生衝突，不過據報導指出都是朝天開槍。政府軍和警察向人群開槍以試圖驅散示威者。在開羅，許多示威者從前一天就留在塔利爾廣場過夜。
當天上午，網際網路已部分恢復，而且當天也放鬆夜間宵禁的時間，改從17:00至7:00，原先是從15:00至8:00。到中午時分，軍隊為了穩定局勢也要求示威者回家。國家電視台隨後宣布：“你們必須立即撤離塔利爾廣場。從我們可被證實的消息指出有攜帶著燃燒彈的暴力團體正往塔利爾廣場前進，並試圖放火燒廣場。”
民族民主黨派出許多人用行动支持穆巴拉克。他們騎著馬和駱駝，手持劍、鞭子、棍棒、石頭或小刀等，攻擊在包括塔利爾廣場等開羅市中心各地的反政府示威者，後來這些暴力事件被稱為“駱駝之戰”。也有人目睹安全官員接受行賄而攻擊示威者。另外有報導稱一些親穆巴拉克的支持者的身分據說是下班警察或是便衣警察。半島電視台的現場報告顯示，在塔利爾廣場的親穆派支持者攜帶著警察證，並在衝突中聽到槍聲。汽油彈也用於對付反穆巴拉克示威者上，有些甚至是丟往埃及博物館。親穆派支持者也從建築物上往地上的示威者丟擲石塊和燃燒彈。據埃及衛生部長報告，有五人死亡，836人被送往醫院。而在亞歷山卓和賽德港也有衝突和動亂。CNN採訪了一些戰略分析家，推測在過去的穆巴拉克政權中，可能是內政部多次建議“僱傭有力人士”，儘管內政部否認參與這次的事件。
記者也同時成為親穆派支持者的攻擊對象。西方媒體認為，兩派的暴力事件逐漸明朗化，埃及可能發生內戰，也造成超過一千人受傷。
對此聯合國秘書長潘基文譴責暴力行為，並重申需要推動改革，而歐盟外交政策負責人阿什頓也說，暴力必須停止，穆巴拉克需要給人們更明確的任何改變的訊息。
英國首相大衛卡梅倫和白宮也分別譴責其暴力行為，美國國務院也呼籲克制該暴力行為。美國總統奧巴馬還表示，讓渡過程中“必須要有意義的，也必須是和平的，必須馬上就開始。”德國外長韋斯特韋勒和法國總統薩科齊主張和平遊行的權利，而土耳其總理埃爾多安也呼籲增強民主化。以色列總理本雅明內塔尼亞胡表示關注一個新政府並說：“我相信，要埃及改變及民主化的力量帶來的變化將促進以色列和阿拉伯世界的和平。但我們尚未完成任務。鬥爭尚未結束……我們需要盡一切努力確保和平下去。”
針對國際呼籲，穆巴拉克不接受靠邊站。財政部部長薩米爾·拉德萬說，政府將會“公開討論各種不同的政治意見”。軍方則在早些時候在電視上播出一條消息：“……你們透過走出去表達自己的要求，而你們是那些能夠恢復正常生活的關鍵”。埃及教長阿里戈馬說：“我總統穆巴拉克提供的對話回應人民的要求。背道而馳的合法是禁止的。這是向混亂邀請。我們支持穩定的局勢。因為我們現在的盲目混亂而導致一場內戰。我呼籲所有的家長要求他們的孩子留在家裡”。有前任將軍的情報人員說，“讓全國著火的此次行為”跟穆巴拉克並沒有關聯。
艾巴拉迪呼籲軍隊介入。並說穆巴拉克必須在“下台星期五”“安全”下台。而且指出“今天的暴力事件是一再的表示出目前政權並沒有治國的基本常識。而當局使用暴徒來試著停息一場和平示威活動……只有讓政權下台才能給這種邪惡的動作伸張正義”。反對黨聯盟同意舉行會談來規劃新政府。然而，艾巴拉迪和穆斯林兄弟會強調，他們直到穆巴拉克下台前，不會跟任何政府代表進行交涉，包括副總統奧馬爾蘇萊曼。

### 2月3日

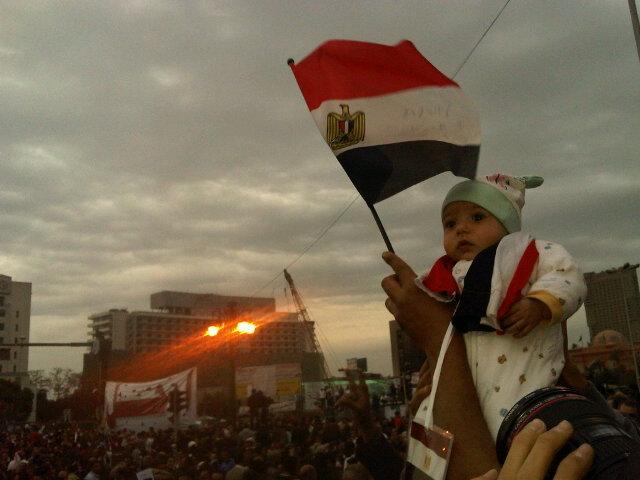
一位小嬰兒在塔利爾廣場揮舞埃及國旗

根據埃及衛生部的資料，在2月2日到3日的夜間有13人死亡，1,200人受傷。
在凌晨的開羅，埃及博物館的前方有一個警民對峙，石塊和汽油彈在該處飛來飛去。警方不時往空中發射大口徑槍使反對派保持距離。有一個大型警力在博物館對峙。反政府示威者也發現有些往他們丟的石塊不時撞上金屬欄杆。
抗議也持續在亞歷山大和曼蘇拉進行著，半島電視台甚至預估上百萬人在這些抗議活動一同示威。在開羅，埃及軍隊的坦克清空了高架橋讓親穆派示威者在該處投擲石塊和汽油彈給反穆巴拉克示威者。而下方的街道，數百名全副武裝的士兵在兩個派別之間一字排開，阻擋親穆示威者前往埃及博物館及廣場路口，避免他們前往抗議活動的主要地區。據報導，警察繼續使用暴力。
由於銀行已經超過3天沒有營業，部分沒錢的埃及人也開始對位於塔利爾廣場的反穆巴拉克示威民眾作對。
由於尼羅河電視台刻意隱瞞抗議活動的資訊，Shahira Amin辭去副主管的位置；她並且現場對半島電視台及CNN說：“我在昨天走出去。我不要當宣傳機器的一部分，我現在不會提供假訊息給大眾。”許多國際記者採訪抗議活動的時候被親穆派示威者拘留、毆打、威脅，而這也包括像是 Wael Abbas 等眾多埃及部落客。半島電視台的兩名記者剛到機場後也遭到三個人攻擊，而那三人後來被逮捕又獲釋。
總檢察長決定，限制前任部長和政府官員Ahmed Abdel Aziz Ahmed Ezz、Mohamed Zuhair Mohamed Waheed Garana、Ahmed Alaa El Din Maghraby、Habib Ibrahim El Adly等人出境。
在一次美國廣播公司特派員克里斯汀·阿曼普的採訪中表示，穆巴拉克他說已經“受夠了”這其中的權力，但他不會辭職，因為他不想讓埃及陷入一片混沌中，讓穆斯林兄弟會變成最大的受益者。而也在這次採訪中，副總統奧馬爾蘇萊曼還透露出，埃及人民沒有民主文化，這次事件就是純粹推動伊斯蘭年輕人抗議。副總統奧馬爾蘇萊曼在接受國家電視台的採訪時一再堅持表示“總統及他的兒子和家族不會參選下一屆的選舉。1月25日並不是毀滅性的運動，它是一個人民想對政府做改變……憲法第76條和77將被修改，其他的規章也將修正。對於塔利爾廣場的衝突，他評論說：“每個發生這些衝突的人會受到質疑……總統的談話有提到這些衝突產生了不利影響”；在回答有關對埃及旅遊經濟的影響时，他評論道：“百萬遊客離開埃及9天，試著想像這些損失的收入。並且他宣稱，任何在示威過程中已被逮捕的人都會被釋放，除非他們犯了罪。他最後要求示威者回家，因為已經聽到了他們的所有要求。他感謝他們的努力，他們把埃及的政治往前推進。
據彭博社報導，Vodafone被埃及政府強迫發送短信給客戶。親穆短信的主要內容是抗議者不效忠國家，並呼籲收件人“對抗”他們。Vodafone 的首席執行官維托里奧科勞說，一般市民仍然被拒絕發送短信。

### 2月4日 – 下台星期五

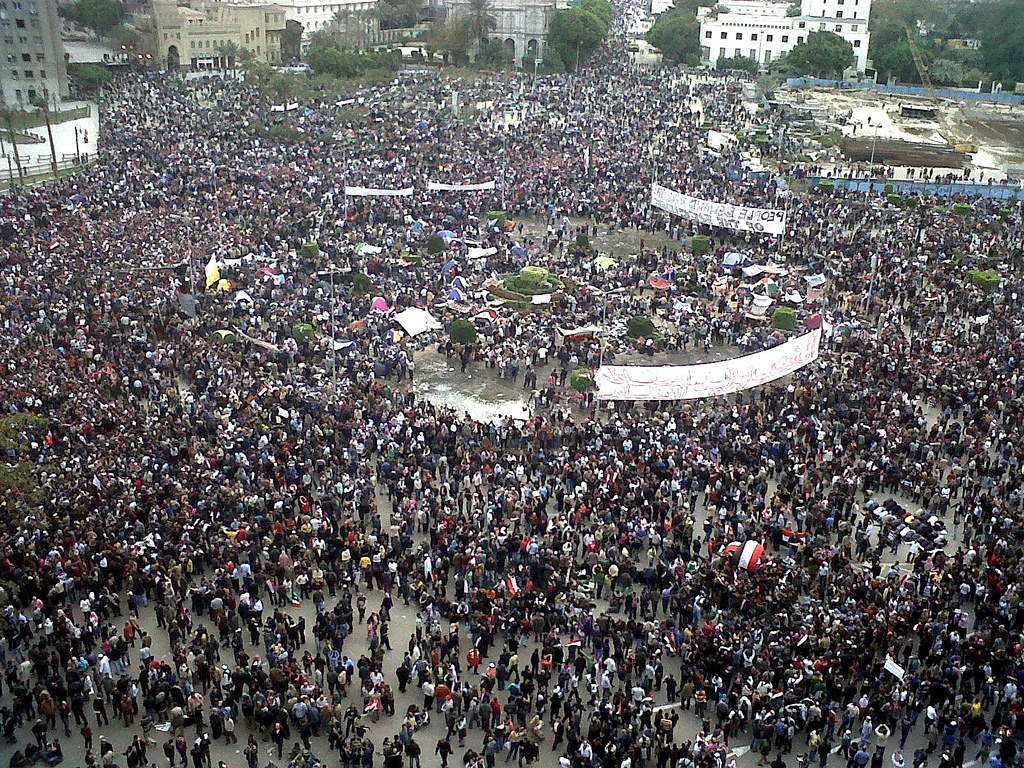
"下台星期五"的塔利爾廣場

繼“起義之日”、“憤怒星期五”之後，這天稱之為“下台星期五”（阿拉伯語： gumʿat ar-raḥīl）。在開羅，他們計畫終點站是赫利奧波利斯宮，也就是總統府。他們要求穆巴拉克立即在這天下台。
在2月3-4日的夜晚，有坦克在開羅的街道上行駛，許多示威者在塔利爾廣場度過晚上。親政府的示威者也在凌晨發生一些小規模衝突。

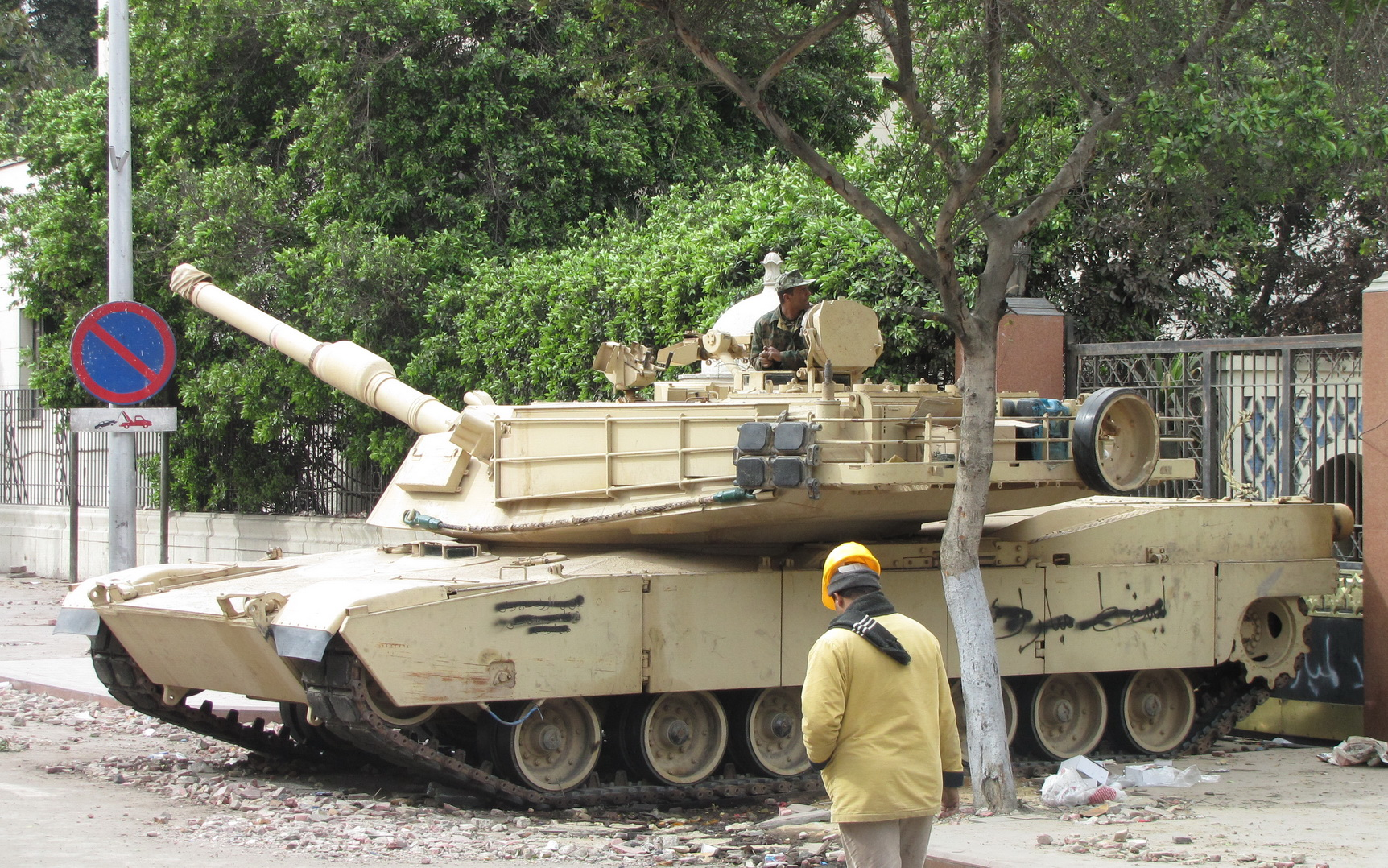
一台位於塔利爾廣場入口的坦克

有兩百萬名埃及人在塔利爾廣場參加周五的祈禱會。埃及基督徒與其他沒有一同參與周五祈禱會的人則是在他們周圍組成一道人牆來保護他們避免受到干擾。而活動就在祈禱會之後開始進行。半島電視台估計有超過1百萬人在塔利爾廣場一同參與。艾巴拉迪也參加了活動。有部分的示威者高舉著前總統納賽爾和薩達特的畫像。不過，示威者並沒有抵達總統府。而另一方面，超過百萬的示威者出現在亞歷山卓，在當地達到史無前例的規模。他們並警告如果政府用暴力鎮壓位於開羅的抗議者，他們將前往開羅加入那邊的示威者。
示威遊行也在吉薩、大邁哈萊、蘇伊士、塞德港、拉法、伊斯梅利亞、宰加濟格、亞斯文及艾斯尤特等地舉行。
總檢察長對前任部長和政府官員頒布限制出境和凍結銀行帳戶的法令，其中包括前貿易及工業部長拉希德·穆罕默德·拉希德。拉希德告訴阿拉伯電視台說：“因為目前埃及國內情況的關係，我從達沃斯回來。新總理想聘請我在新內閣擔任相同的職位，不過我拒絕了，因為我要新血液的加入。”關於限制出境，他表示：“我並不知道有關的指控，我擔任六年半的時間，我完全準備好面對任何指控。而我在聽見這則新聞之前並沒有人告訴我這決定。”
紐約時報和彭博社報導，美國政府與埃及官員在會談中提議對穆巴拉克總統該立即辭職，把權力移交給由副總統奧馬爾·蘇萊曼領導的過渡政府，因為穆巴拉克把持權力越久，這些示威者將會越“難搞”。
Al-Ta'awun的記者馬穆德在1月28日被狙擊，在這天傷重不治。

### 2月5日

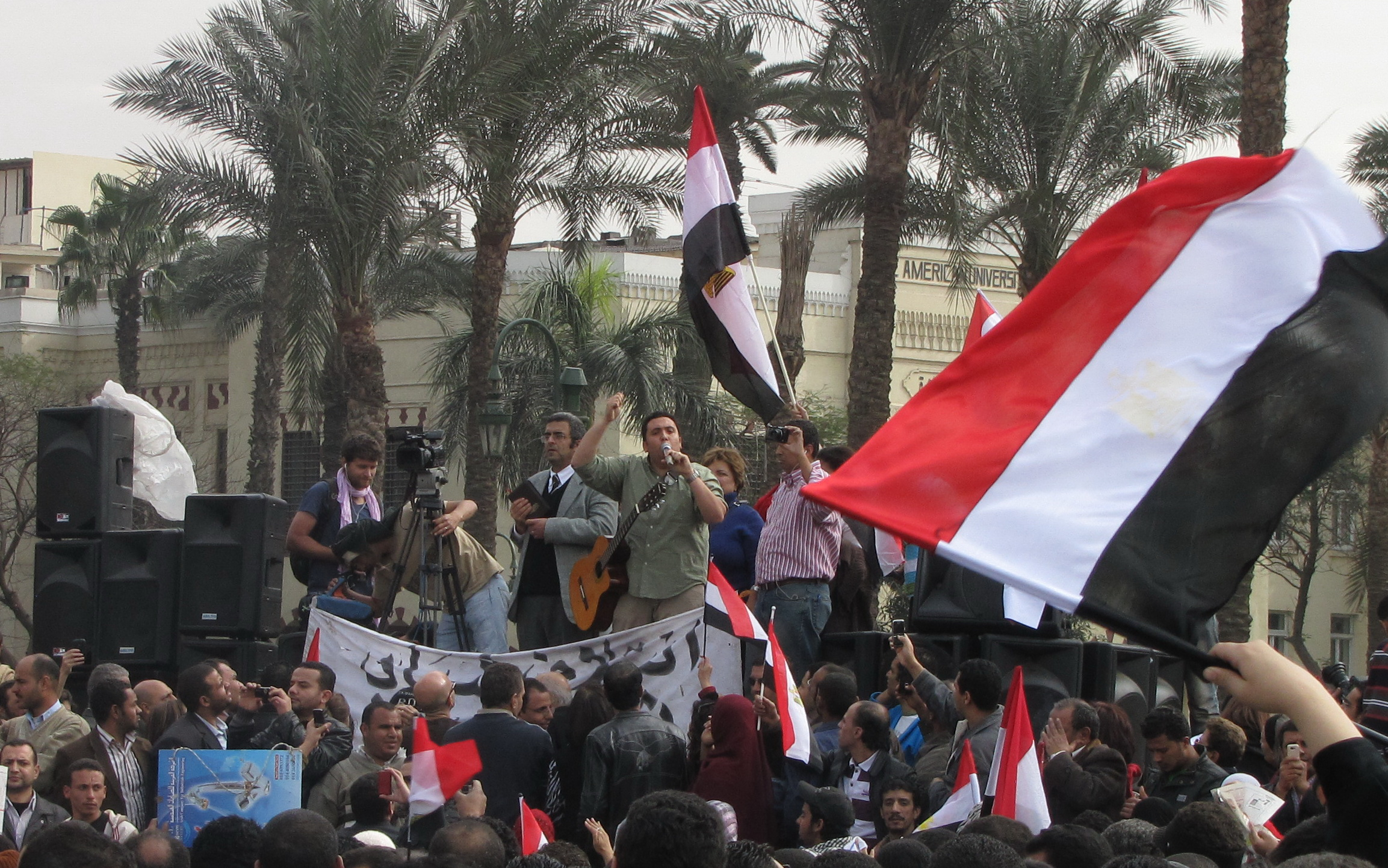
塔利爾廣場的示威者設置高架的“革命廣播站”(Etha'et al-thawra)，給群眾使用。背景是位於開羅的美國大學。

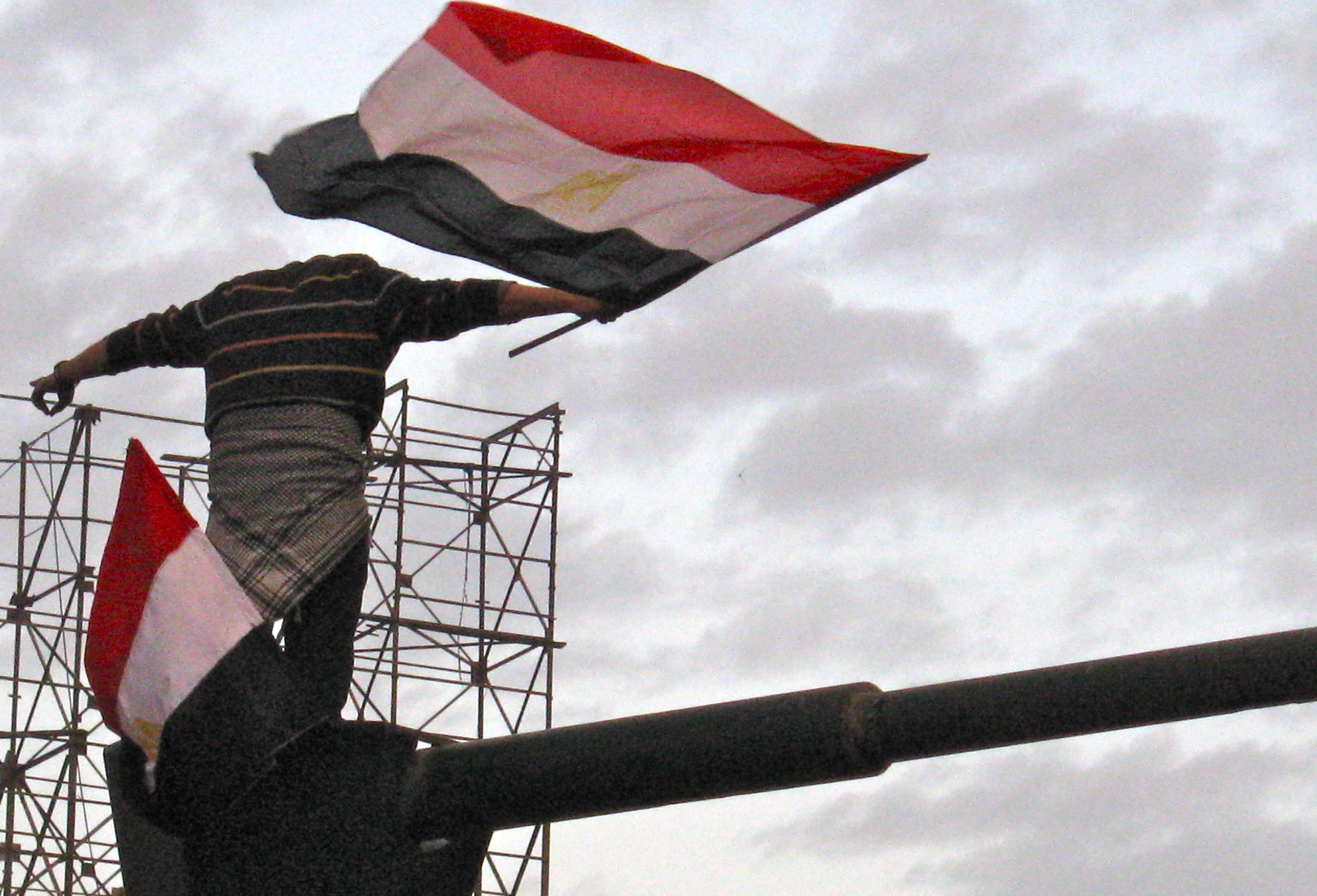
埃及示威者用單手拿著埃及國旗，另一手擺出V字手勢向其他人致意

在2月4-5日，有些示威者繼續在塔利爾廣場露宿，不過跟往常比安靜多了。
縱使當天天氣寒冷又下雨，反政府示威者還是持續站在塔利爾廣場上抗爭。有部分示威者表示清晨有親穆派開槍試圖襲擊廣場。然後軍隊試圖用對空鳴槍來驅散他們。示威者後來組成人牆，防止坦克穿越進入反穆基地的塔利爾廣場，一目擊者稱，混戰爆發時軍隊的將軍要求示威者移除鋼鐵碎片的路障。當軍隊排除萬難進入塔利爾廣場後，高階軍官遇到示威者並要求他們回家，使生活能恢復正常。抗議者回應說，“他（穆巴拉克）要走”，否則他們不會走。軍隊則是跟其他的日子相比是更有組織。大量軍隊繼續駐軍在開羅市中心。一名內政部發言人說，“軍隊會保持中立而不偏袒，因為如果我們保護任何一方，我們將被視為偏頗……我們的作用是防止衝突和混亂，因為我們讓對立集團分開。”在白天有消息指出在塔利爾廣場有發生一些衝突，一名抗議者據說已經死亡。有500名示威者也從蘇伊世抵達塔利爾廣場。而且也有報導指出有超過1萬名群眾持續徹夜待在亞歷山卓。
國家電視台宣布由於謝里夫（Safwat El-Sherif）辭去黨內職務，任命巴達維（Hossam Badrawi，視為黨中的自由派成員）接手協商會議的龍頭。穆巴拉克的兒子賈邁勒也辭去政策委員會局長的位置。負責法律事務的國務大臣Mufid Shehab和總統辦公廳主任一職的Zakaria Azmy甚至開除黨籍。最初的報導還指出，穆巴拉克已辭去國家民主黨的黨主席，但後來國家電視台和新聞部長否定這份消息。前內政部長愛得理和另外三個領導者已被軟禁在家。有報告目前也有拘捕一些安全負責員并被關押在一個軍事監獄里。然而，反對派領導人繼續設法消除穆巴拉克的權力。他們呼籲示威者繼續在每個週二和週五集結在塔利爾廣場，直到穆巴拉克“達到人民的要求，即是辭職。”
另外有報導在拉法的邊境城市遭到手榴彈的襲擊，幸好是被扔到一個空的教堂內，此外公共圖書館也被縱火。

### 2月6日 – 週日的烈士

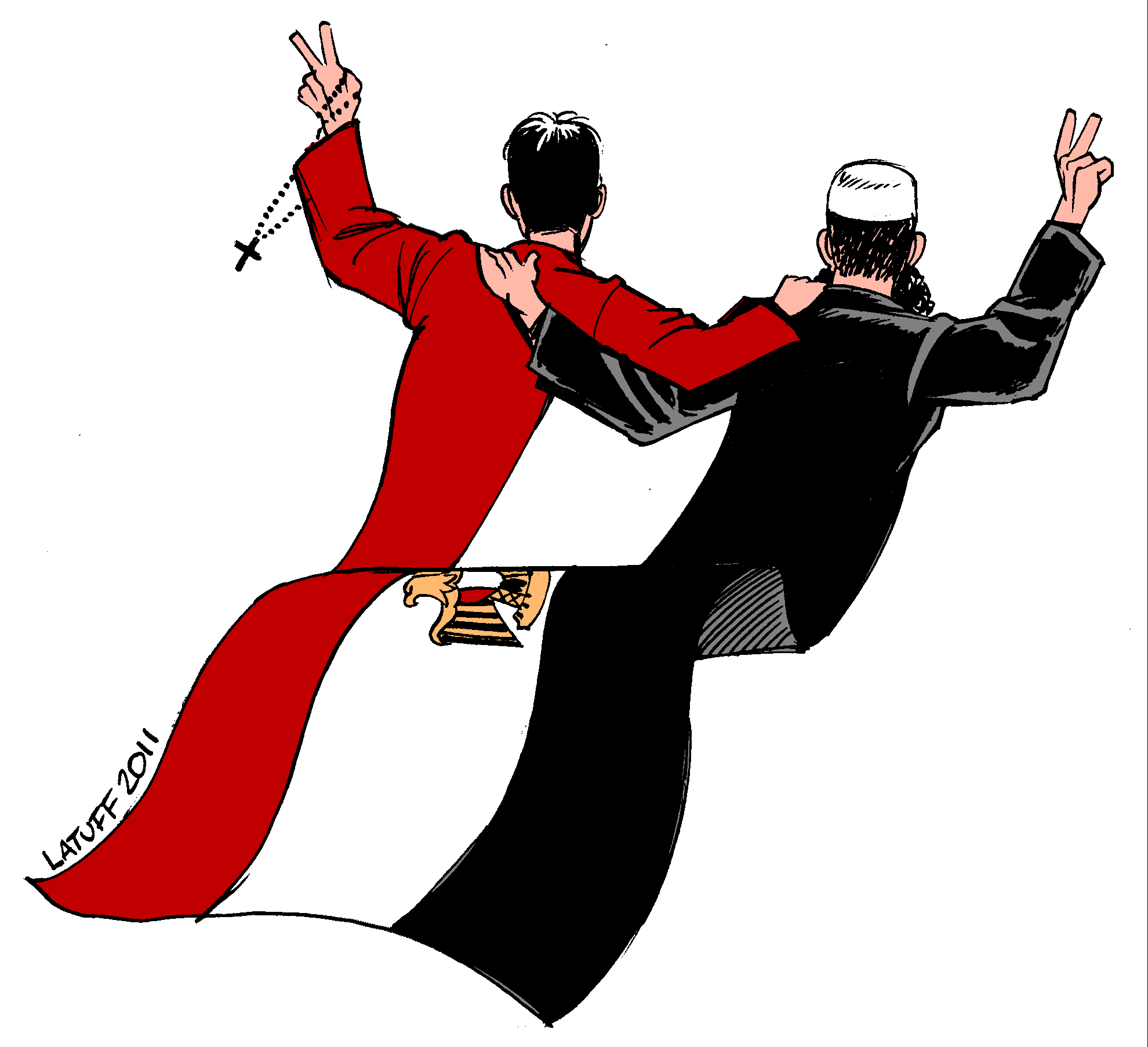
卡洛斯·拉特福繪製的埃及合作的回教徒和基督徒

繼“起義之日”、“周五的憤怒”、“百萬人民大遊行”及“下台星期五”，這天的活動標題命名為“週日的烈士”（Sunday of Martyrs）。
在2月5-6日的夜晚，一些示威者繼續在塔利爾廣場露宿，亞歷山卓的深夜也相當和平式的抗議。不過在開羅的凌晨有聽到槍聲。

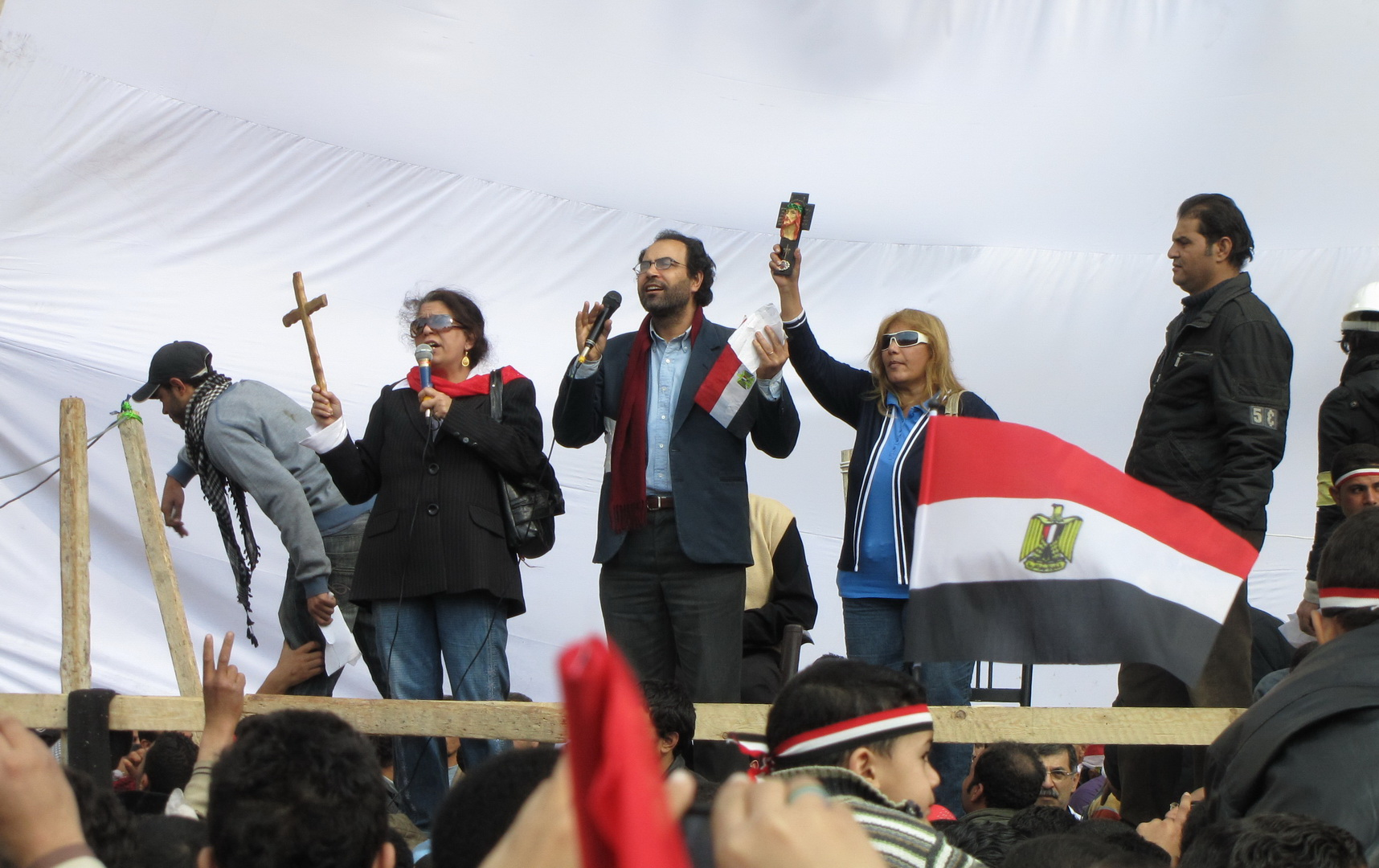
科普特在塔利爾廣場領導祈禱人群

埃及的基督教徒在塔利爾廣場舉行了大規模集會，以應對埃及國家電視台說大多數反穆巴拉克示威者是穆斯林兄弟會成員的說法，他們要證明這種報導是錯誤的。科普特人想讓所有人知道他們也是人民起義的一部分。他們與其他埃及人同在。基督徒們在開羅塔利爾廣場開始了他們的“星期天集會”，同時穆斯林抗議者圍成一個圓圈保護他們。中午時，人們為在抗議中喪生者祈禱，走在前面的人群則高呼著“我們同在，我們同在”。穆斯林成員接著參加了在開羅舉行的百萬人大遊行。在人群最中間的一對年輕人當場成婚。他們計劃就在塔利爾廣場度蜜月。在亞歷山大的艾爾雷蒙火車站附近的遊行也持續在進行。曼蘇爾也爆發了數千人參與的反政府示威，呼籲穆巴拉克下台。
新聞記者繼續成為穆巴拉克政權的目標，一名半島電視台記者Ayman Mohyeldin在塔利爾廣場被拘留，她被扣留了9個小時。
銀行現階段又重新營業，門前均排起了長龍，人們蜂擁而至搶兌美元。
反對派與副總統蘇萊曼之間也展開了對話，參加對話的反對派成員包括包括El-Sayyid和el-Badawi。穆斯林兄弟會說他們參與了與政府的談判，蘇萊曼同意設立一個司法委員會，將同一些政治人物一起研究憲法改革，委員會成員將在三月初確定，參與其中的Naguib Sawiris說事情有了“重大”進展。

## 穆巴拉克下台后的示威
前总统穆巴拉克下台后，埃及武装部队最高委员会接管权力。6月28日，埃及安全部队与约2000名示威群众当天下午在开罗市中心解放广场爆发流血冲突，导致至少25人受伤。示威者高喊口号，提出要埃及武装部队最高委员会主席坦塔维下台，重新制定宪法，穆巴拉克执政时期的官员不得进入新政府等要求。“埃及青年革命联盟”成员阿勒加萨斯表示，此次冲突的原因是安全部门在内务部大楼内非法拘留了一名“革命死难者”的母亲。
半岛电视台分析说，1月份抗议活动中死者的家属对审判前政府官员的缓慢审判进度感到不满；埃及前内政部长阿德里此前因贪腐罪名获刑12年，但包括他在内的一批埃及前政府高官还被控蓄意杀害抗议者，而有关的司法程序尚未启动等是示威发生的主因。埃及许多媒体报道说，目前埃及革命还没有完全成功，必须进行“二次革命”。同时，埃及一些资深专家也告诉记者说，开罗爆发二次革命几乎是“肯定的事情”，只是时间和规模不太确定。

## 網路封鎖
埃及政府關閉網絡的行為遭到各方批評：

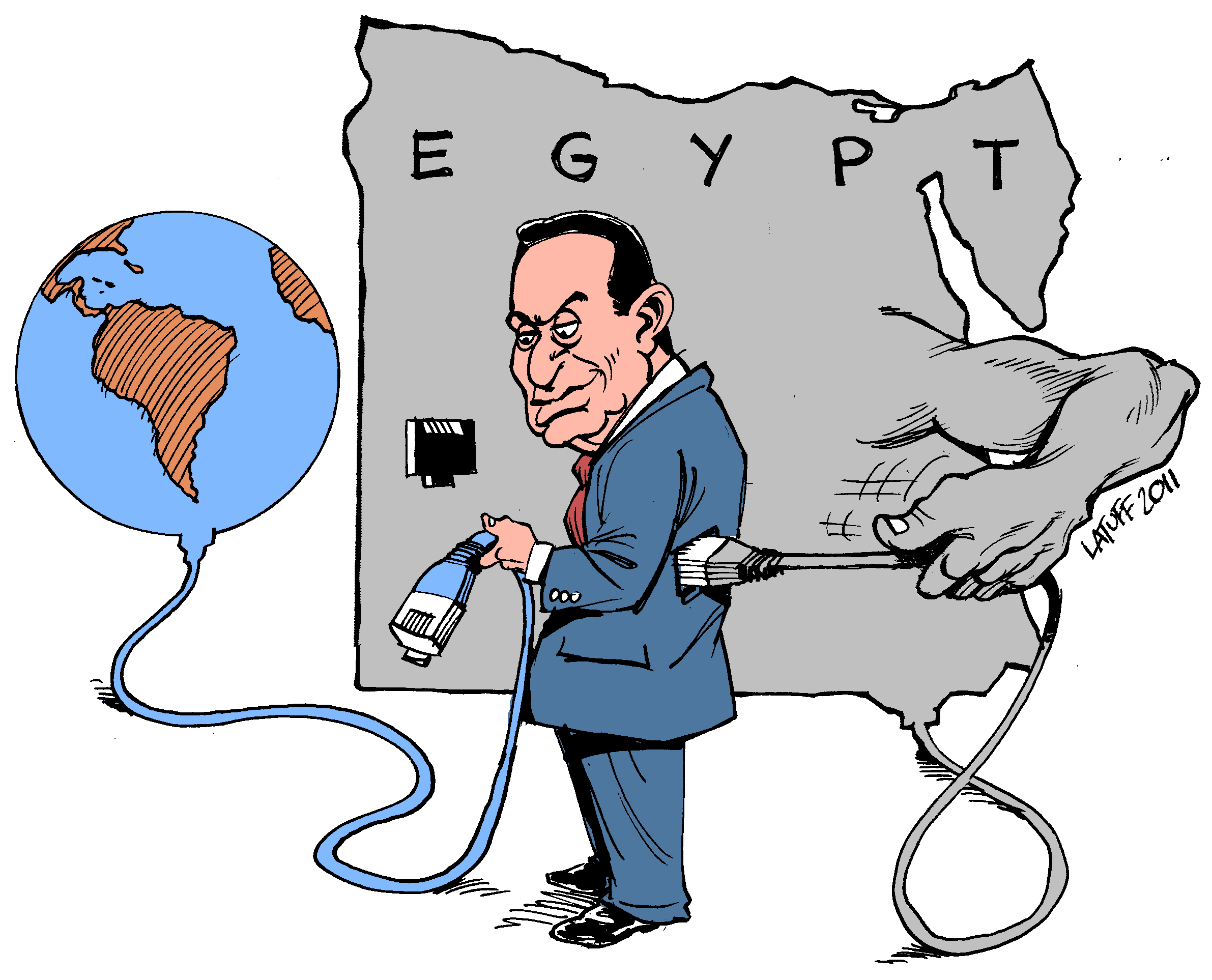
一副描绘穆巴拉克关闭互联网的政治漫画，由卡洛斯·拉特福所绘。

- 美國白宮發言人吉布茲（Robert Gibbs）在Twitter上促請埃及政府讓埃及民眾恢復上網。
- Facebook和Twitter表示對埃及政府關閉網路的行徑不以為然。
- 美國數位權利組織譴責埃及政府關閉網路。
- 民主與科技中心（Center for Democracy & Technology）主席哈瑞斯（Leslie Harris）表示，關閉網路的舉動不符合全球人權規範，在網路史上前所未見；埃及政府的行為只會加劇社會動盪，讓解決紛爭的和平手段將更遙不可及。
- 法國無國界記者組織（Reporters Without Borders）指責埃及政府正密謀策劃切斷新聞來源。

## 各方反應
- 美國白宮發言人吉布茲（Robert Gibbs）在1月29日警告埃及當局，如果以暴力方式處理反政府示威，美國將重新檢討對埃及的援助，並敦促當局用和平方式處理抗議活動。[241]
- 德國外交部長威斯特威勒（Guido Westerwelle）1月29日警告埃及當局，如果繼續鎮壓示威群眾，德國將減少對埃及的經濟援助。威斯特威勒說，德國要求埃及放棄所有形式的暴力，並且支持示威抗議權；如果認為埃及當局未能尊重人權，可能抽回金援協議。同時他還表示，德國站在言論自由和民主的這一方。[242]
- 歐盟密切注意事件發展，歐盟外長將在1月31日召開會議，審議整個阿拉伯世界和中東可能出現的發展和結果。[242]
- 中華人民共和國外交部發言人洪磊於1月27日的例行記者會上發表評論：「埃及是中國的友好國家。中方關注埃及局勢發展，希望埃及保持社會穩定和正常秩序。」[243]媒體上有大篇幅對此次示威遊行的報導。另據法新社報導，新浪微博等會對「埃及」一詞進行審查，若對「埃及」一詞進行查詢，會出現「根據相關法律，部分搜索結果未予顯示」的提示；現在當局也將「穆巴拉克」一詞加以封禁。[244]自1月31日起，中國政府指派多架客機飛往埃及「緊急撤僑」。[245][246][247][248][249][250]
- 香港特別行政區政府在1月28日向埃及發出黃色外遊警示。[251]，翌日將警示調高到紅色[252]鑑於局勢惡化，特區政府在1月31日將旅遊警示提升至黑色；3月29日將旅遊警示降至紅色。[253][254][255]由於香港沒有直航埃及的航線，從香港派出包機往當地需時，因此特區政府認為讓當地港人乘搭中國政府派出的包機是最安全和快捷離開當地的做法。
- 日本外務省於1月29日發佈建議推遲前往埃及的警告。同日，日本各大型旅行社宣佈，決定中止赴埃及的旅遊團。其中，JTB和日本旅行公司取消了2月底前出發的旅行團，阪急交通社則取消了2月20日前出發的旅行團。HIS和近畿日本旅行社則將分別取消2月3日前和2月4日前出發的旅行團。此後的旅行團計劃則將視具體情況而定。各旅行社正在設法讓在埃遊客回國[256]。1月30日上午，日本外相前原誠司在日本外務省約見埃及駐日大使阿卜杜勒·納賽爾，希望埃及和平解決騷亂[257]。
- 中華民國外交部於1月29日對於埃及發佈橙色旅遊警示，翌日又將旅遊警示提升至最高級別紅色（即不宜前往地區），[258]呼籲民眾暫時不要前往當地。[259]後由於埃及情勢惡化，中華民國政府於31日晚間宣佈將派出國籍航空專機飛往埃及（先讓台灣觀光客搭乘約旦航空包機飛到安曼與法蘭克福，再經由華航包機接回台灣），緊急撤離當地臺灣人；[260]然而有部分台灣旅行團將滯留在埃及的台籍旅客安排搭乘大陸的包機先從開羅飛到北京再轉機回台灣。 此外，中華民國總統馬英九，行政院院長吳敦義，行政院副院長陳冲，以及中華民國外交部全部發表聲明，呼籲埃及應早日民主化。
- 以色列總理內塔尼亞胡於1月31日警告埃及的政治動亂「可能使埃及變成類似伊朗的神權國家」[261]。
- 伊朗最高領袖哈梅內伊於2月4日說埃及人的「起義」表明了當地的「伊斯蘭覺悟」，並指此次示威是1979年伊朗伊斯蘭革命的延續，他又警告埃及人不要與任何被西方國家認同的領導人妥協。[262]

### 民間
大部分的埃及民众对穆巴拉克的下台表示欢迎，尤其是聚集在开罗解放广场的那些示威者们，更是把这一天当成节日来庆祝，埃及流行歌手，樂隊Cairokee的主將Amir Eid創作（與Hany Adel合唱）的自由之声（阿拉伯語：صوت الحرية, Sout Al Horeya）就表达了这种感情。
有流亡海外的伊朗人表示擔心伊斯蘭極端主義者會乘虛而入，建立宗教性的專制政府，把埃及變成另一個伊朗。
日本日產汽車為確保在埃及工作的員工的安全，決定將埃及的日產工廠暫時停工至2月3日，並指示4名當地員工撤離埃及。
國際主要評級機構之一的惠譽國際1月28日將埃及主權債務評級前景由「穩定」下調至「負面」，而另一機構穆迪投資者服務公司則在1月31日將埃及主權債務評級由Ba1下調至Ba2，前景展望定為「負面」。穆迪認為，埃及政府近期為平息騷亂而加大公共支出，致使財政狀況進一步惡化。兩家公司均認為此次事件將會對埃及財政政策有所影響。

## 影響
有法國銀行估計今次示威造成埃及經濟每天損失3.1億美元。